# Religiöse Speisevorschriften
Religiöse Speisevorschriften sind Regeln innerhalb bestimmter Religionsgemeinschaften, die sich auf die Auswahl von Nahrungsmitteln (Nahrungstabu), ihre Zubereitung, ihren Genuss bzw. Nicht-Genuss (Fasten) beziehen. Besonders der Fleischkonsum ist in vielen Religionen durch Speisevorschriften geregelt. Einige Religionen fordern oder favorisieren eine bestimmte Schlachtmethode: Schächten (Judentum, Islam), Jhatka (Hinduismus, Sikhismus), Ersticken (tibetischer Buddhismus). Zeitweise oder dauernde Abstinenz von Fleisch wird im Christentum, Hinduismus, Buddhismus, Sikhismus und Jainismus positiv bewertet. Wo die Zubereitung der Speisen zum Thema genauer Speisevorschriften wird, erhalten die in der Küche tätigen Personen eine besondere Verantwortung; dies ist insbesondere im Judentum, Hinduismus und Jainismus der Fall. Im Judentum und im Hinduismus gelten besondere Vorschriften für Koch- und Essgeschirr.
Die Speisevorschriften stehen im Zusammenhang mit anderen auf das Essen und Trinken bezogenen, religiös motivierten Handlungen, wie Tischgebet, Gewähren von Gastfreundschaft, Unterstützung von Armen.

## Speisevorschriften als Thema der Religionswissenschaft
Speisevorschriften stiften Identität. Mit der Auswahl der Nahrung entwirft eine Kultur ein Bild von sich selbst und tritt damit anderen Kulturen gegenüber (Philippe Borgeaud). Typisch ist, dass durch Speisevorschriften Gegensätze geschaffen werden:
- Was in einer Religion als Speise verboten ist, wird in einer anderen Religionsgemeinschaft bevorzugt verzehrt. Beispiel: Wein hat im jüdischen und christlichen Ritual eine wichtige und positive Bedeutung, ist aber wie jeder Alkohol für Muslime verboten.
- Was sonst erlaubt und üblich ist, darf in einer besonderen Situation nicht gegessen werden. Beispiel: beim jüdischen Pessachfest wird nichts Gesäuertes (Chametz) verzehrt; während des übrigen Jahres bildet Gesäuertes (Brot) aber einen normalen Bestandteil der Ernährung.

Speisegebote gehen oft mit Reinheitskonzeptionen einher; man isst reine Nahrung und befindet sich selbst in einem Zustand der Reinheit. Diese Reinheit ist aber in den meisten Religionsgemeinschaften nicht als ein Dauerzustand konzipiert, sondern eher als ein Ideal, dem man sich annähert und das durch Befolgung aller Regeln erreicht würde. Um den Kern der Speisevorschriften lagern sich oft weitere Gebote, die dazu dienen, beim Essen Abstand zu Fremden zu halten.

## Speisevorschriften im Christentum
Die christliche Religion kennt eine heilige Speise (Eucharistie), die zunächst mit einer gemeinsamen Mahlzeit (Agape) verbunden war. Um Tischgemeinschaft herzustellen, war es in der Urgemeinde notwendig, Ernährungsstile von Christen verschiedener kultureller Hintergründe zu vereinbaren, insbesondere von Juden unterschiedlicher Observanz und Nichtjuden. Beim sogenannten Antiochenischen Zwischenfall wurde dieser unterschiedliche Umgang mit den jüdischen Speisegeboten deutlich sichtbar, und das Apostelkonzil formulierte eine Kompromisslösung, die Jakobusklauseln. In der Alten Kirche wurde das darin enthaltene Tabu des Blutgenusses beachtet, wie Tertullian betonte: „Darum legt ihr ja, wenn ihr Christen auf die Probe stellen wollt, ihnen auch Würste vor, die mit Tierblut gefüllt sind, offenbar in der Gewißheit, daß deren Genuß bei ihnen verboten ist.“ Von dem persischen König Schapur II. im Jahr 379 vor die Wahl gestellt, Blutgenuss oder Tod, wählten Christen das Martyrium. Der Kirchenhistoriker Christoph Markschies sieht in der Beachtung des Bluttabus ein Merkmal, womit sich die Christen deutlich von ihren Nachbarn im Alltag unterschieden. Clemens von Alexandria und Johannes Chrysostomos führten verschiedene Argumente für das Bluttabu an, nach Markschies ein Hinweis darauf, dass es den antiken Christen nicht leicht gefallen sei, im Blick auf die sehr beliebten Blutwürste (botuli cruore distenti) den Regeln ihrer Religion treu zu bleiben.
Das Frühmittelalter war eine Periode, in der sich verschiedene christliche Autoren mit den biblischen Speisegeboten beschäftigten:
- Bonifatius fragte Papst Zacharias an, welche Speisetabus die Neubekehrten im Frankenreich einhalten müssten. Dieser schrieb ihm (751), dass Dohlen, Krähen und Störche auf keinen Fall gegessen werden dürften, so wenig wie Biber, Hasen und Wildpferde.[4][5]
- Bußbücher, die Theodor von Tarsus zugeschrieben wurden, schärften das Verbot ein, Fleisch von erstickten oder an Verletzungen verstorbenen Tieren zu essen.[4]
- In Irland wurde der Liber ex lege Moysi zusammengestellt, eine Kompilation von juristischen Stoffen aus den Fünf Büchern Moses. Darunter finden sich neben dem Verbot von Blutgenuss beispielsweise folgende Speisegebote: Lev 7,19 EU, Lev 7,24 EU, Lev 11,33 EU.[6]
- Dem römischen Bischof Eleutherus (Ende 2. Jahrhundert n. Chr.) wurde in den Pseudoisidorischen Dekretalen ein Brief zugeschrieben, in dem er die Christen in Gallien auffordert, sich nicht länger an die jüdischen Speisegebote zu halten.[7][8] Dies hatte dadurch eine gewisse Plausibilität, dass der historische Eleutherus sich mit Montanisten und Enkratiten auseinandersetzte, die eine asketische Ernährungsweise propagierten.

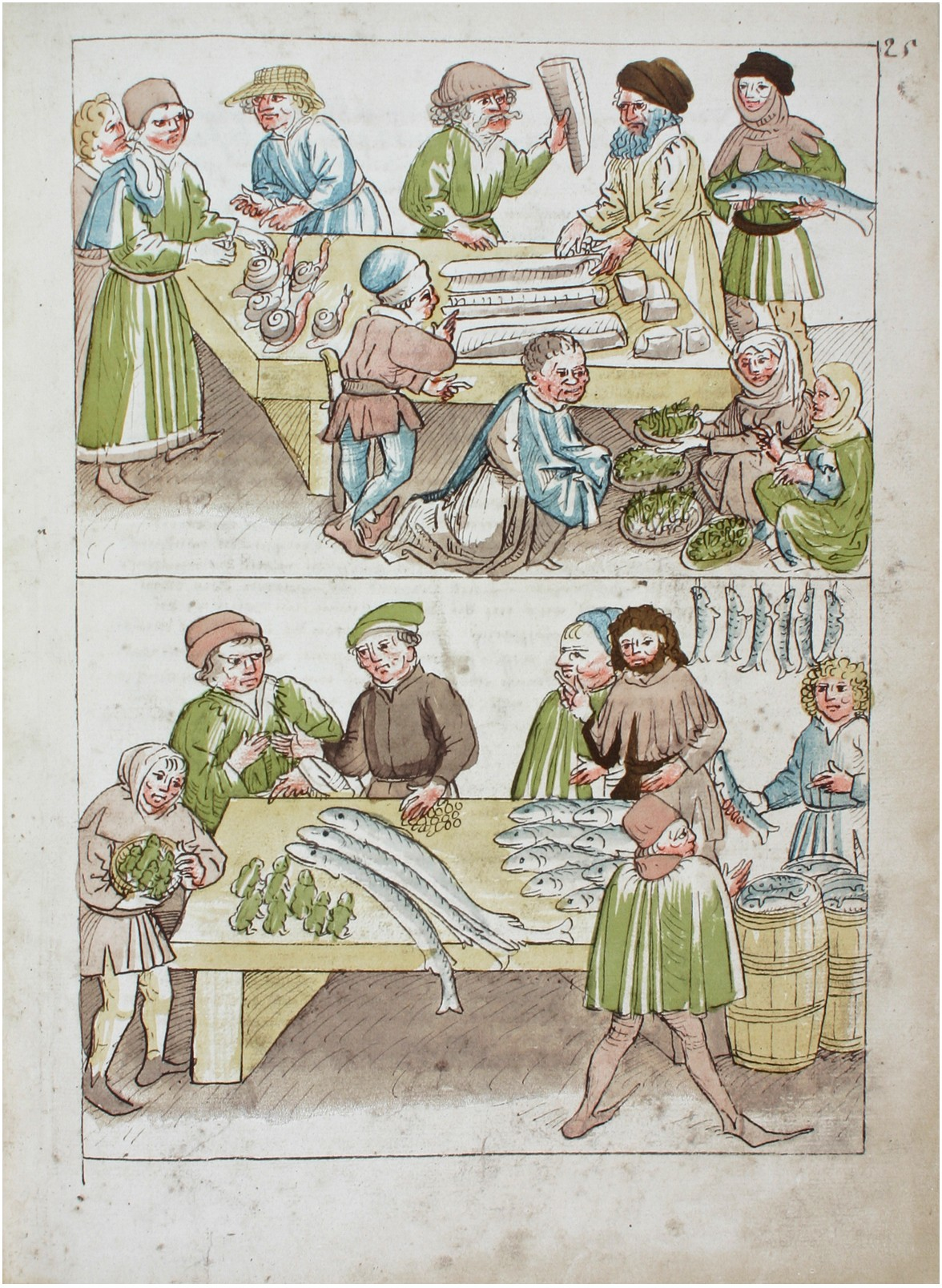
Verkauf von Fastenspeisen (Fischen, Fröschen und Schnecken) auf dem Konstanzer Konzil (Konzilschronik des Ulrich von Richental um 1464, fol. 25r)

Ein regelmäßiges Fasten der urchristlichen Gemeinde erwähnt bereits Mk 2,18–20 . Es ist bezogen auf die Kreuzigung Jesu (also wahrscheinlich ein Freitagsfasten) und grenzt sich gegen jüdisches Fasten ab. Noch deutlicher wird das Bestreben, anders als Juden zu fasten, in der Didache. Jetzt wird der Mittwoch als zweiter Fastentag der Woche genannt. Das Christentum nahm in der Antike Impulse aus dem Stoizismus und Platonismus auf und propagierte eine maßvolle Ernährung, so dass der Geist weder durch Völlerei noch durch exzessives Fasten geschwächt werde.
Fisch war im antiken Mittelmeerraum ein Festessen gewesen und entwickelte sich erst in nachantiker Zeit zur klassischen Fastenspeise. Isidor von Sevilla verwies zur Begründung darauf, dass Jesus Christus nach seiner Auferstehung mit den Jüngern Fisch gegessen habe (Lk 24,43 , Joh 21,13 ). Durch eine Fischmahlzeit trat man, so Isidor, symbolisch mit dem Auferstandenen in Beziehung. Besonders in Klöstern wurde dieser Gedanke aufgegriffen. Wale und Delfine hielt man für Fische, und ihr gesalzenes fettes Fleisch war eine Delikatesse, womit z. B. der päpstliche Hof in Avignon beliefert wurde. Nach damaliger Zoologie galten auch die Weißwangengans und der Biber als Wasserlebewesen, die in der Fastenzeit gegessen werden durften. Was als Fastenspeise sonst noch zur Auswahl stand, war regional verschieden. Während des Konstanzer Konzils wurden auf dem städtischen Markt Fastenspeisen angeboten, die in der Region ungewöhnlich, bei den Konzilsbesuchern aber begehrt waren: „Man hat och fail hoppatzger (Frösche) und schnecken, die koften die Walchen (Italiener)“ – so der Chronist.
Im Mittelalter gab es gegen die Fastendisziplin wenig Protest; das änderte sich, als Humanisten in der Renaissance das antike Ideal der Mäßigkeit neu betonten. Im Missverhältnis dazu standen die Dispense, die Einzelpersonen oder Bevölkerungsgruppen erwerben konnten, um sich das Fasten zu erleichtern (Butterbriefe), und die im späten 15. Jahrhundert schlicht eine kirchliche Einnahmequelle darstellten.

### Katholizismus
Gegen die Kritik der Reformatoren betonte das Konzil von Trient die Verbindlichkeit der Fastengebote. Das bewirkte einerseits eine hohe Fastendisziplin in einigen Orden (z. B. Mauriner), andererseits einen quasi modernen Diskurs über die Zulassung einzelner Fastenspeisen.
- Die Mönche der Benediktinerabtei Saint Martin Le Tréport an der normannischen Atlantikküste betrachteten den Papageitaucher als Wassertier, das in der Fastenzeit gegessen werden dürfe. Der Erzbischof von Rouen untersagte ihnen diesen Brauch im Jahr 1698. Die Benediktiner akzeptierten das Verbot aber nicht einfach, sondern erarbeiteten eine wissenschaftliche Studie über die Lebensweise der Papageitaucher. Daraufhin nahm der Erzbischof sein Verbot wieder zurück.[16]
- In Spanien wurde im 16./17. Jahrhundert um die Klassifizierung der Trinkschokolade gerungen: War sie ein (erlaubtes) Getränk oder ein (verbotenes) flüssiges Nahrungsmittel?[17] Theologen des im Schokoladenhandel tätigen Jesuitenordens argumentierten für ihre Erlaubnis, während Theologen des Dominikanerordens ihnen widersprachen. Die Frage wurde mehreren Päpsten vorgelegt; Gregor XIII., Clemens VII., Paul V., Pius V., Urban VIII., Clemens XI. und Benedikt XIV. erlaubten die Schokolade, aber eine offizielle Lehrentscheidung gab es nicht. Die Frage blieb daher unentschieden. Im 19. Jahrhundert hatte sich eine akzeptierte Gewohnheit entwickelt, einmal pro Tag in der Fastenzeit Trinkschokolade mit wenig Milch zu genießen.[18]

Für Wohlhabende ließ sich die Fastenzeit als Umstellung der Ernährung recht angenehm gestalten, während sie für die Armen hart war. Autoren der Aufklärung wie Voltaire übten daran scharfe Kritik: „Die wenigen Reichen … fasten sechs Wochen lang mit Seezunge, Lachs, Steinbutt, Stör. […] Bei den Armen ist es anders. Nicht nur, dass sie schwer sündigen, wenn sie ein Stück zähes Hammelfleisch für vier Sous verzehren, sie suchen vergeblich nach einer so elenden Nahrung. Was essen sie also? Kastanien, Roggenbrot, Käse … und ein paar Eier von ihrem Geflügel. Manche Kirchen verbieten ihnen Eier und Milch. Was bleibt ihnen dann zum Essen? Gar nichts.“
Im 17. und 18. Jahrhundert verschob sich die Verantwortung für das Fasten von den Seelsorgern hin zu den Medizinern. Ärzte entschieden nun, ob eine Person imstande war, zu fasten. 1647 gab das Stadtparlament von Paris den Medizinern das Recht, ihren Patienten Bouillon (damals Inbegriff eines Stärkungsmittels für Kranke) in der Fastenzeit zu verschreiben, und 1774 erlaubte die französische Regierung den ganzjährigen Fleischverkauf. Studien über Gefahren und Nutzen des Fastens führten im 18. Jahrhundert zu einem besseren Verständnis des menschlichen Stoffwechsels.

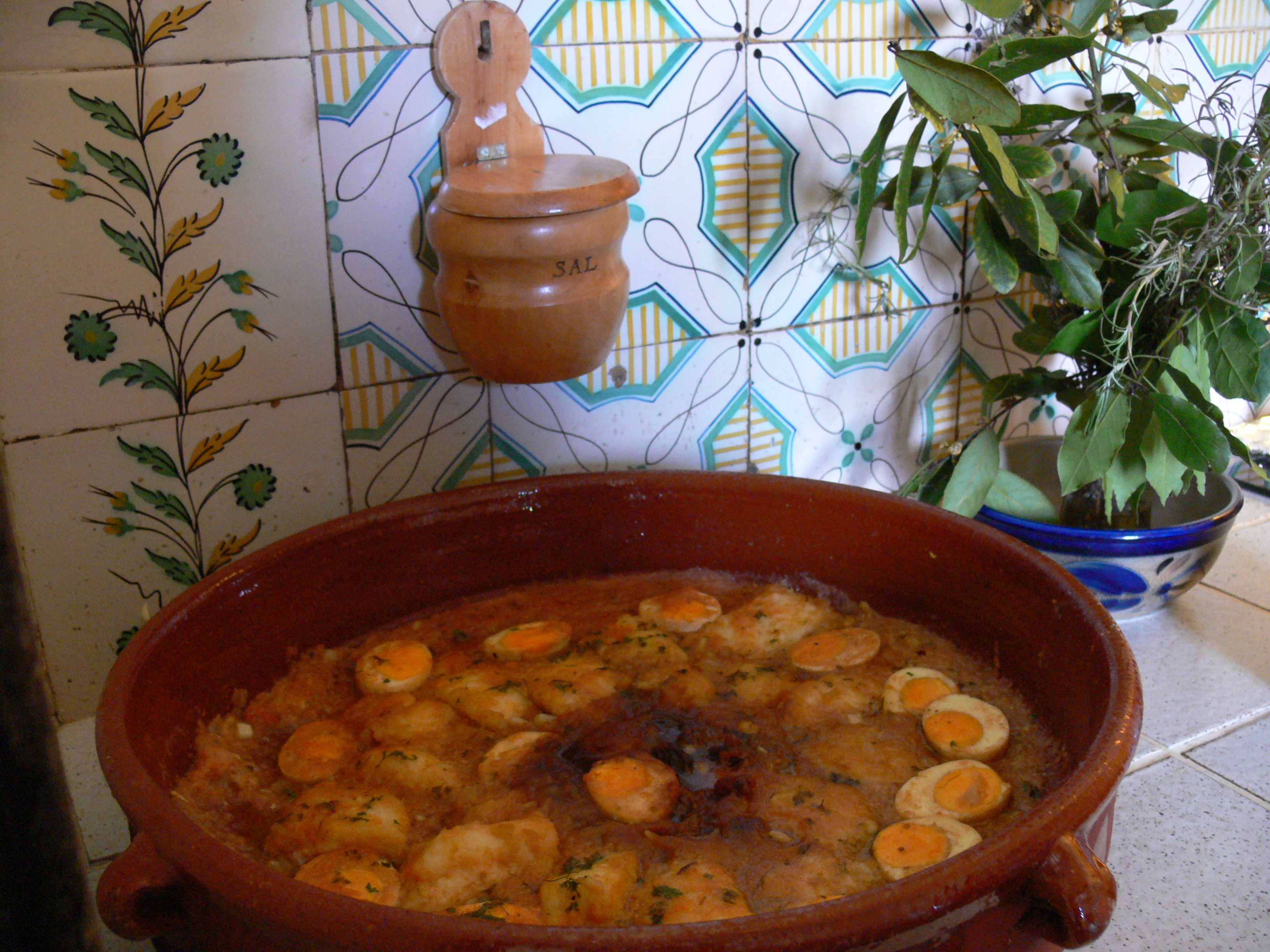
Katalanisches Karfreitagsessen: Stockfisch mit Eiern und Rosinen

Die kirchlichen Abstinenzgebote sind der Hintergrund für die bis heute weit verbreitete Praxis, an Karfreitag und Aschermittwoch Fischgerichte zu essen. In der Woche stehen freitags und manchmal auch mittwochs fleischlose Gerichte (außer Fisch auch Mehlspeisen) auf dem Speiseplan katholischer Bildungshäuser und ähnlicher Einrichtungen. Die Tradition, am Heiligen Abend ein Fischgericht, besonders Karpfen, zu servieren, rührt daher, dass der Vigiltag von Weihnachten früher ein Buß- und Fastentag war.
Die römisch-katholische Kirche regelte die Fastenpraxis nach dem Zweiten Vatikanischen Konzil neu. An allen Freitagen, die nicht gebotene Feiertage sind, sowie am Aschermittwoch gilt ein Abstinenzgebot: Fleischgenuss ist verboten, Eier und Milchspeisen dagegen erlaubt (Apostolische Konstitution Paenitemini, 1966). Die Bischofskonferenzen sind aber zu teilkirchlicher Regelung ermächtigt und können neben der Abstinenz von Fleisch andere Formen des Konsumverzichts und der christlichen Lebensgestaltung zulassen (Freitagsopfer).

### Orthodoxie
In der Orthodoxie gelten Mittwoch und Freitag als wöchentliche Fastentage, außerdem gibt es im Kirchenjahr mehrwöchige Fastenzeiten, am wichtigsten ist die 40-tägige vorösterliche Fastenzeit. Es gibt drei Fastenkategorien:
1. Keine tierischen Produkte und weder Öl noch Wein;
2. Keine tierischen Produkte, aber Öl und Wein;
3. Keine tierischen Produkte, aber Öl, Wein und Fisch.

Im Einzelnen sind die Fastengebräuche der orthodoxen Kirchen unterschiedlich, außerdem wird das Fasten für jeden Gläubigen individuell angepasst. Die religiös geprägten Ernährungsgewohnheiten der ländlichen Bevölkerung Griechenlands wurden im 20. Jahrhundert mehrfach untersucht (vgl. Mittelmeerdiät). Eine Feldstudie auf der Insel Chios in den Jahren 1988 bis 1990 ergab z. B., dass im bergigen und relativ armen Norden der Insel zwei Drittel der Frauen 50 Tage oder mehr im Jahr fasteten. Sie ordneten typischerweise außerhalb der Fastenzeit den einzelnen Wochentagen bestimmte Gerichte zu: Fleisch oder Geflügel am Sonntag und Donnerstag, Fisch am Samstag und am Dienstag, gekochtes Gemüse am Montag, Mittwoch und Freitag. Diese feste Ordnung erleichterte es, Mittwoch und Freitag als Fastentage einzuhalten. In wohlhabenderen Teilen der Insel war die Fastenpraxis individuell unterschiedlich; ein Drittel der befragten Frauen erklärten, 50 oder mehr Tage im Jahr zu fasten. Bei den Männern von Chios war das Fasten deutlich weniger üblich: nur ein Sechstel gab an, über 50 Tage zu fasten, und die Mehrheit der Befragten fastete weniger als 25 Tage im Jahr.

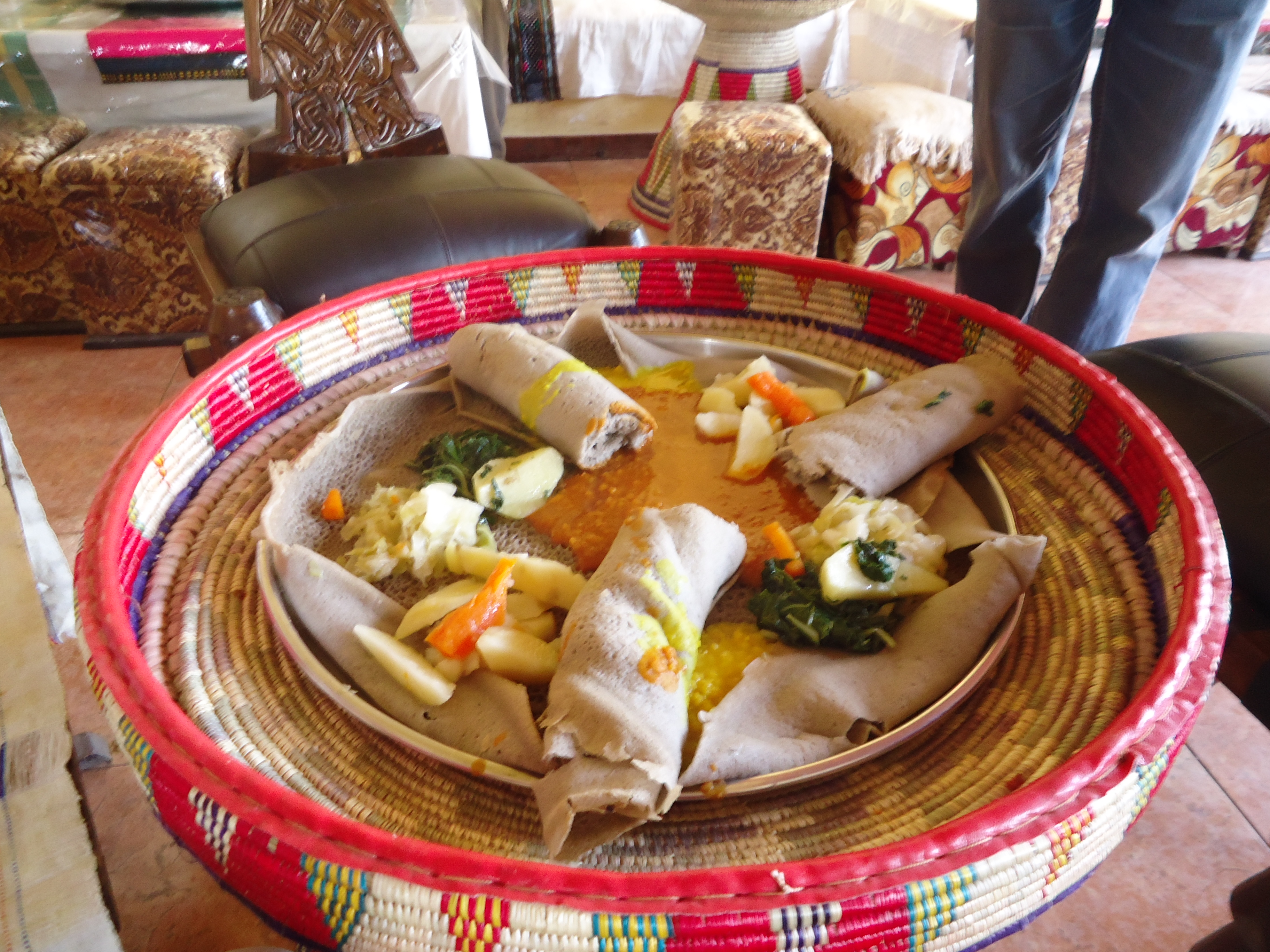
Fastenessen in der Äthiopisch-Orthodoxen Kirche: Laien fasten an etwa 180 Tagen im Jahr; Kleriker, Mönche und Nonnen fasten an etwa 240 Tagen. Das bedeutet völlige Enthaltung von Fleisch, Fett, Eiern und Milchprodukten und nur eine Mahlzeit pro Tag.

Eine Sonderstellung hat die Äthiopisch-Orthodoxe Tewahedo-Kirche. Die Mitglieder befolgen die biblischen Speisegebote, indem sie Schweinefleisch und das Fleisch anderer „unreiner“ Tiere nicht essen; zum Verzehr geeignete Tiere werden vom christlichen Metzger geschächtet, wobei er über dem Schlachttier das Kreuzzeichen macht und die Formel „Im Namen des Vaters, des Sohnes und des Heiligen Geistes, ein Gott“ spricht. Von ihren muslimischen Nachbarn unterschieden sich die christlichen Äthiopier traditionell dadurch, dass sie weder Kamelfleisch (vgl. Lev 11,4 ) noch Khat oder Kaffee konsumierten. Der portugiesische Kleriker Francisco Álvares beschrieb 1540 das Schächten und das Schweinefleischtabu der Äthiopier. Letzteres stand für ihn im Widerspruch zur richtigen, christlichen Ernährung, in der Schweinefleisch eine zentrale Rolle spielte. In einem 1661 publizierten Text verteidigte ein äthiopischer Autor, wahrscheinlich Kaiser Gelawdewos, die Speisevorschriften seiner Kirche gegen die Kritik römisch-katholischer Missionare. Edward Ullendorff vertrat 1956 die These, dass die Berührungspunkte zwischen dem äthiopischen Christentum und dem Judentum auf eine jüdische Gemeinde in Äthiopien zurückgingen, die bereits vor Ankunft des Christentums in der Region ansässig gewesen sei. Maxime Rodinson konnte jedoch 1964 zeigen, dass die Ausbreitung des Christentums in Äthiopien älter war als die jüdischen Gemeinden in Äthiopien und im Jemen. Die Äthiopier übernahmen demnach die biblischen Speisegebote und andere Elemente, wie den Sabbat und die Beschneidung, weil sie sich selbst als das auserwählte Volk verstanden.

### Protestantismus
Das Zürcher Wurstessen hatte für die Schweizer Reformation einen ähnlichen Signaleffekt wie Luthers Thesenanschlag für die Wittenberger Reformation. Die Speisevorschriften der mittelalterlichen lateinischen Kirche gehören damit zu den Themen, die von den Reformatoren neu bewertet wurden. So befasst sich Artikel 26 des Augsburger Bekenntnisses mit der „Unterscheidung der Speisen“ (De discrimine ciborum) und lehrt: „… es wird also nicht das Fasten verworfen, sondern dies [verworfen], dass man daraus einen notwendigen Dienst für bestimmte Tage und Speisen, zur Verwirrung der Gewissen, gemacht hat.“ Das Fasten wurde in den privaten, individuellen Bereich verlagert. Ein Fasten nach urchristlicher Weise war Kennzeichen des frühen Methodismus, und zwar als wöchentliche Abstinenz von Essen und Trinken vom Donnerstagabend bis Freitagnachmittag.
Viele Angehörige von evangelischen Freikirchen verzichten auf die Genussmittel Tabak und Alkohol. Die Mitglieder der Heilsarmee legen bei ihrem Eintritt ein Gelübde ab, das sie zur Enthaltsamkeit von „alkoholischen Getränken, Tabak, von nicht ärztlich verschriebenen Drogen … und allem, was meinem Körper, meine Seele oder meinen Geist abhängig machen könnte“ verpflichtet.
Die Freikirche der Siebenten-Tags-Adventisten gibt der gesunden Ernährung große Bedeutung, ohne aber den Mitgliedern eine einheitliche Ernährungsweise vorzuschreiben. Sofern die Mitglieder Fleisch essen, werden die biblischen Speisegebote befolgt und nur reine Tiere verzehrt. Ellen G. White war durch ihre Lektüre des Alten Testaments geprägt. Zwar hatte sie Sympathien für eine vegetarische Ernährung, dann gestattete sie aber das Fleisch reiner Tiere und warnte vor Schweinefleisch. Etwa ein Drittel der Mitglieder sind Ovo-lacto-Vegetarier. 10 % ernähren sich vegan und 10 % sind Pescetarier. Die Generalkonferenz rät zum Verzicht auf Fleisch, Fisch und Geflügel und zu einer Diät, die auf Vollkornprodukten, Gemüse, Obst, Körnern und Nüssen beruht. Abstinenz von Tee, Kaffee und koffeinhaltigen Getränken wird empfohlen, ist aber nicht verpflichtend. Vielfach werden scharfe Gewürze und intensiv schmeckende Käsesorten wie Roquefort gemieden. Verzicht auf Herstellung, Handel und Konsum von Alkohol ist Teil des Taufversprechens.

### Mormonismus
Die Kirche Jesu Christi der Heiligen der Letzten Tage rät allgemein zu einer gesunden Ernährungsweise, lehrt aber auch konkrete Speisevorschriften aufgrund einer Neuoffenbarung (Wort der Weisheit). Verpflichtend ist der Verzicht auf Alkohol, Kaffee, Tee, Tabak und Drogen. Im 19. Jahrhundert waren diese Verbote von geringerer Bedeutung, aber 1901 begann die Kirche, dafür zu werben. 1921 wurde ihre Befolgung eine Bedingung für die Zulassung zum Tempel. Zu Energydrinks und zu koffeinhaltigen Softdrinks gibt es verschiedene Meinungen.

## Speisevorschriften im Judentum
Maimonides (12. Jahrhundert) sah in den Speisevorschriften seiner Religion Regeln einer gesunden Ernährung, während Nachmanides (13. Jahrhundert) erklärte, die Befolgung dieser Ge- und Verbote wirke sich positiv auf die Psyche aus. Andere jüdische Kommentatoren betonen, dass die Kaschrut die Assimilierung verhindere und daher helfe, den Fortbestand des Judentums in der Diaspora zu sichern. Insgesamt gelten die Speisevorschriften aber als sogenannte Hörigkeitsgebote: „Nicht etwa persönlicher Geschmack oder irgend ein anderer logischer Grund bedingen diese Lebensweise, … sondern nur der Wille Gottes, daß wir unsere vorübergehenden Wünsche, Triebe und Begierden zügeln – weil er es so will,“ erläutert Israel Meir Lau.
Bei der Herausbildung der jüdischen Speisevorschriften in der Antike kamen zwei Motive zusammen:
- Mary Douglas entwickelte eine weithin akzeptierte Interpretation der biblischen Speisegebote (Purity and Danger, 1966). Die Heiligkeit des Volkes Israel erfordere es, sich von Nichtisraeliten zu unterscheiden; dem diene die Befolgung von Nahrungstabus mit dem besonderen Akzent auf dem Schweinefleisch- und Bluttabu.
- Die Vorschriften für den Verzehr von heiliger Speise (Opferfleisch) durch jüdische Priester wurden auf den Verzehr profaner Speise durch Laien bezogen. In der Tora (bzw. in historisch-kritischer Sicht: der Priesterschrift) wurde für den Fall, dass Laien Opferfleisch aus dem Tempelareal heraustrugen, um es zu verzehren, die Kontamination dieser heiligen Speise durch Berührung mit Unreinem streng verboten (Lev 7,19–21 EU). Jacob Neusner vertrat hierzu die viel rezipierte These, dass die Religionspartei der Pharisäer im 1. Jahrhundert n. Chr. diesen Sonderfall, wo priesterliche Reinheitsgebote für Laien galten, auf jede Mahlzeit ausdehnte. „Deshalb musste man säkulare Speise (normale, alltägliche Mahlzeiten) in einem Zustand ritueller Reinheit einnehmen, als wäre man Priester im Tempel. Die Pharisäer maßten sich – und damit allen Juden – den Status von Tempelpriestern an, und vollzogen Handlungen, die Priestern vorbehalten waren, aufgrund dieses Status.“[43] Dazu gehörte z. B. die rituelle Reinigung der Hände (Netilat Jadajim) und des Essgeschirrs. Jesus von Nazareth und die Urgemeinde lehnten das ab.[44] Nach Darstellung des Markusevangeliums (Mk 7,3 EU) war das rituelle Händewaschen vor dem Essen geradezu ein jüdischer identity marker oder boundary marker und demnach eine weit verbreitete Praxis.[45] Nachdem römische Legionäre im Jahr 70 n. Chr. den Tempel zerstört hatten, gab es keine heilige Speise mehr, und die besondere Lebensform der jüdischen Priesterschaft konnte nur rudimentär weiter praktiziert werden. Das rabbinische Judentum transformierte die Reinheitsvorschriften in ein Konzept von Heiligkeit, das auch ohne Tempel Bestand hatte.

In der aschkenasischen jüdische Küche ist nicht nur die Berührung von Milch- und Fleischspeisen zu vermeiden, auch die jeweiligen Küchenutensilien werden dauerhaft voneinander getrennt. Sie entstand in der Frühen Neuzeit und ist erstmals in Antonius Margarithas Werk Der gantz Jüdisch glaub (1530) erkennbar. Voll ausgebildet war diese Systematik in der Küche dann im 18. Jahrhundert. Dahinter steht ein hoher Maßstab, der wahrscheinlich von jüdischen Frauen vertreten wurde. Sie sahen in der koscheren Speisenzubereitung eine religiöse Pflicht (Mitzwa), für die sie eine besondere Expertise besaßen. Auch besteht eine symbolische Verbindung der Küchenarbeit zum Tempeldienst, was sich an der Mitzwa, die Teighebe abzusondern, ablesen lässt. Diese Mitzwa ist eines von wenigen Geboten, die speziell für Frauen verpflichtend sind.
Ein weiterer Entwicklungsschritt erfolgte durch den technischen Fortschritt im Bereich der optischen Instrumente. Traditionell galt der Grundsatz: „Die Tora hat nicht verboten, was man mit bloßem Auge nicht sieht.“ (Aruch haSchulchan, Jore Dea 84,36) Aber nun erhielt man Kenntnis von Mikroorganismen, die als von der Tora verbotenes „Gewimmel“ (Lev 11,43 ) klassifiziert wurden. Die dadurch eingetretene Verunsicherung führte zu einer Verschärfung der Kaschrut.

### Orthodoxes Judentum

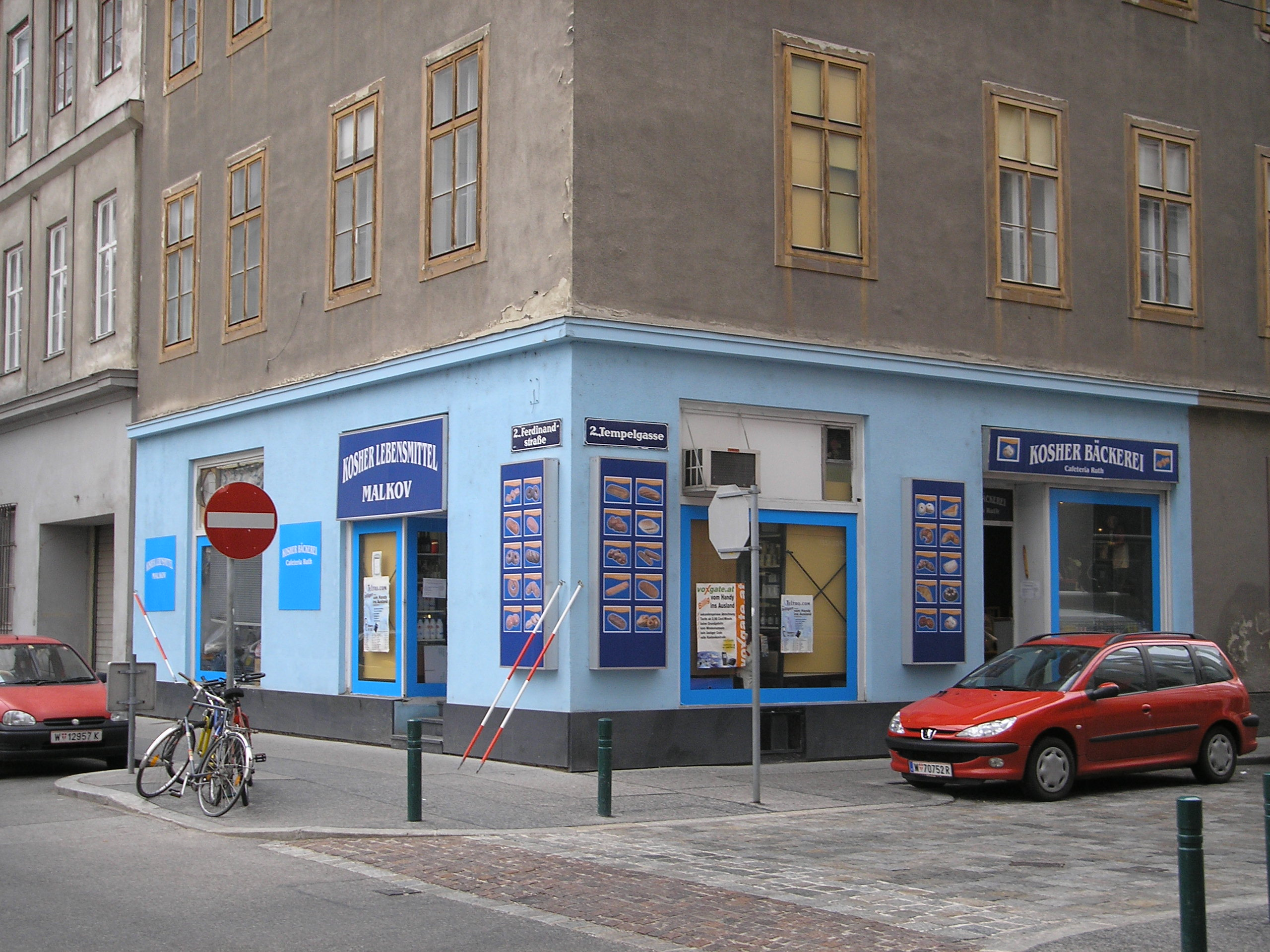
Koscherer Lebensmittelladen und Bäckerei in der Wiener Leopoldstadt

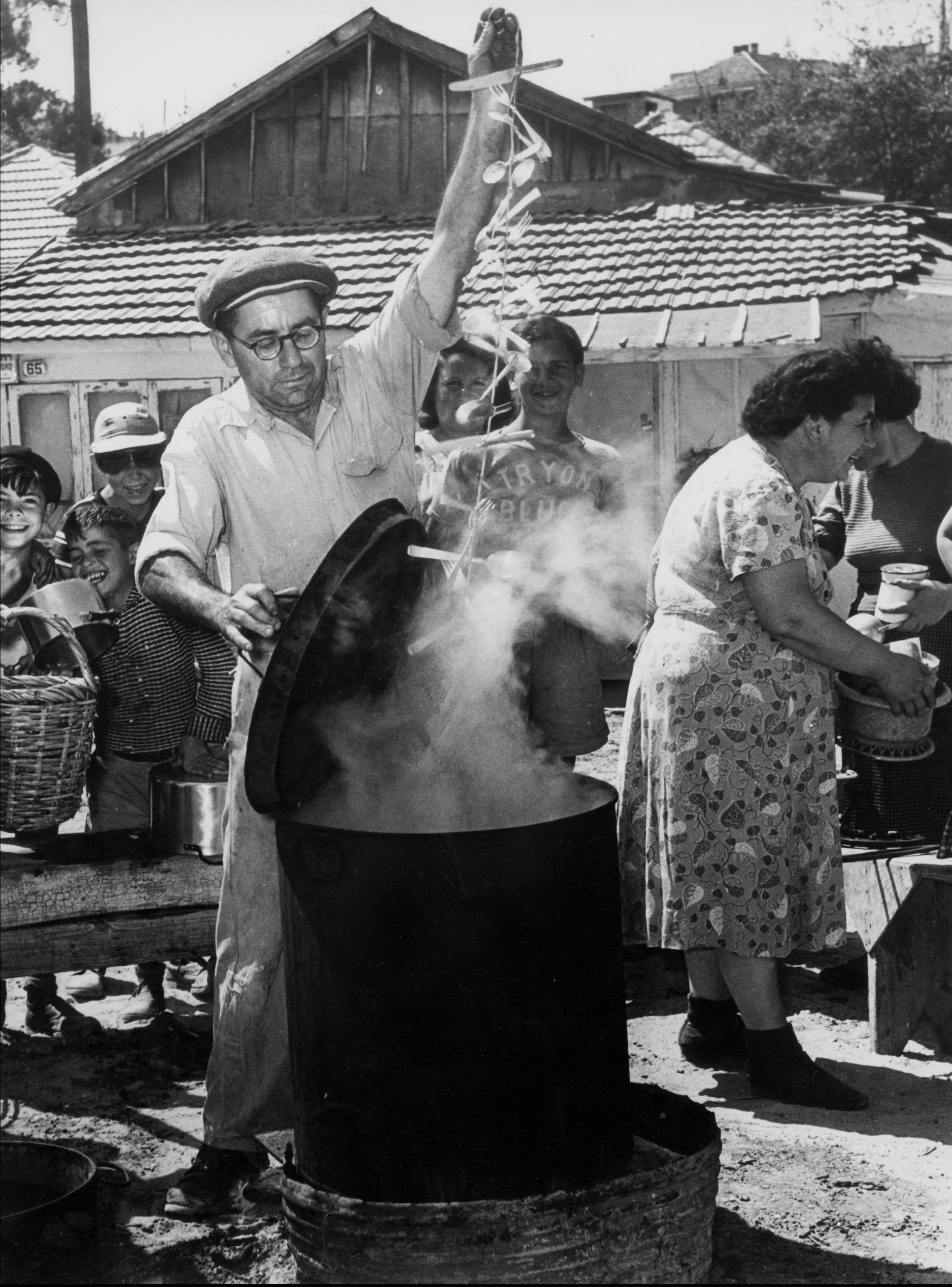
Kaschern von Küchenutensilien vor Pessach (Tel Aviv, 1950)

Die rabbinische Tradition präzisierte die biblischen Listen reiner und unreiner Tiere an einigen Punkten. An die Stelle der teils schwer verständlichen Listen unreiner Vögel in der Tora z. B. tritt ein Traditionswissen (mesorah), welches Geflügel gegessen werden kann. Ein reines Tier, etwa Rind, Schaf oder Geflügel, wird geschächtet. Ein Sachverständiger untersucht die inneren Organe auf Auffälligkeiten (bedikah), in dieser Hinsicht tadelloses Fleisch erhält das Prädikat glatt koscher. Bestimmte Blutgefäße, Nerven und Fettstücke werden herausgeschnitten (nikkur). Dann wird z. B. durch Einsalzen und Abspülen das Blut entfernt. Das Koscher-Zertifikat (Hechscher) garantiert dem Verbraucher, dass diese Verarbeitungsschritte korrekt durchgeführt wurden. Eier von koscherem Geflügel sind koscher, wenn sie keine Blutspuren haben, wodurch man sich vor der Verwendung in der Küche durch Aufschlagen überzeugt. Bei Milch reichen die staatlichen Qualitätsstandards nach Mehrheitsmeinung aus, um sie als koscher zu betrachten, aber sowohl Hart- als auch Weichkäse braucht ein Koscher-Zertifikat. Gegessen werden Fische, die Schuppen aufweisen, aber keinerlei Meeresfrüchte. Ein besonderes Koscher-Zertifikat ist bei Fischen nicht nötig, aber um sich zu vergewissern, dass der Fisch voll ausgebildete Schuppen hat, kauft man Filet mit Haut. Geräucherter Fisch kann wie alle verarbeiteten Lebensmittel problematisch sein.
Rohes Obst und Gemüse ist zum Genuss erlaubt, sofern man es auf Schädlingsbefall untersucht hat. Koscherer Wein, der im häuslichen Ritual eine wichtige Rolle spielt, erfordert eine rabbinische Überwachung des gesamten Herstellungsprozesses. Dies betrifft auch Traubenmost, Branntwein und Cognac. (Dagegen können alkoholische Getränke, die nicht aus Weintrauben hergestellt wurden, auch von nichtjüdischen Produzenten bezogen werden.) Auch für Bäckereien existiert eine rabbinische Überwachung und Zertifizierung.
Bei verarbeiteten Nahrungsmitteln ist das Konzept der koscheren Küche wichtig. Im Privathaushalt bedeutet das, außer bei Vegetariern, dass es zwei Sätze Küchengeräte für Fleisch und Geflügel einerseits, Milchprodukte andererseits gibt. Sie werden auch getrennt gereinigt. Wenn Küchengeräte mit unreinen Speisen in Kontakt kommen, werden sie selbst unrein und müssen gekaschert werden: Metall durch große Hitze, Glas durch Wasserbad; bei elektrischen Geräten (Ofen, Spülmaschine, Mikrowelle) erfolgt das Kaschern in mehreren Stufen.
In einem nicht-koscheren Umfeld (Hotel, Büro) kann das übliche Essgeschirr, auch Porzellan, für kalte koschere Gerichte verwendet werden. Essgeschirr aus Plastik, Pappe, Glas gilt als unproblematisch. Ein Heißgetränk könnte aus einem Glas getrunken werden, doch ein Einmalbecher wäre vorzuziehen.

### Chassidisches Judentum
In den Vereinigten Staaten befolgen chassidische Juden eine besonders strikte Auslegung der Kaschrut. Die Anpassung an die amerikanische Mehrheitskultur wird als Bedrohung der eigenen Identität wahrgenommen, die Kaschrut als Schutz dagegen. Nur Lebensmittel mit einem chassidischen Koscher-Zertifikat werden in der Küche verwendet, und die Zertifizierung wird auf Lebensmittel ausgeweitet, die nach Mehrheitsmeinung diese nicht benötigen, wie Gemüse oder Milch.

### Liberales Judentum
Die von Kaufmann Kohler nach New York einberufene Konferenz von Rabbinern der Reformjudentums beschloss 1885 als eines ihrer Prinzipien in der Pittsburgh Platform: „Wir sind überzeugt, dass alle mosaischen und rabbinischen Gesetze, die die Ernährung, die priesterliche Reinheit und die Bekleidung regeln, in Zeiten und unter dem Einfluss von Ideen entstanden sind, die unserer heutigen Mentalität und Spiritualität völlig fremd sind. Sie erfüllen den modernen Juden nicht mit dem Gedanken priesterlicher Heiligkeit; ihre Befolgung in der heutigen Zeit ist mehr ein Hindernis als eine Hilfe zu moderner spiritueller Erhebung.“
Seitdem hat sich die Reformbewegung traditionellen Positionen angenähert. Doch gelten Speisevorschriften als Sache der persönlichen, bzw. familiären Entscheidung, wobei verschiedene Gesichtspunkte eine Rolle spielen: Identifikation mit der weltweiten jüdischen Gemeinschaft und der jüdischen Tradition, ethische Disziplin beim Essen im Blick auf Knappheit von Nahrungsmitteln weltweit, ein offenes Haus, in dem jeder jüdische Gast an der Mahlzeit teilnehmen kann.

### Jewish Renewal
Auf Arthur Waskow geht das Konzept Eco-Kaschrut zurück, das jüdische Speisevorschriften und Nachhaltigkeit in Verbindung bringt: „Ist es eco-koscher, Gemüse und Obst zu essen, bei deren Anbau der Erdboden mit Pestiziden getränkt wurde? Ist es eco-koscher, Schabbat-Kiddusch-Wein aus Plastikbechern zu trinken, die nicht biologisch abbaubar sind?“ Waskow entwickelte diese Argumentation erstmals 1987 in einem Beitrag für die Zeitschrift Reconstructionist als „ethische Kaschrut“. Die Begriffsprägung Eco-Kaschrut stammt von Zalman Schachter-Shalomi, der in den 1970er Jahren unter diesem Stichwort die Frage diskutierte, ob Einwegflaschen der Kaschrut wirklich besser entsprächen als Mehrwegflaschen, wie es die Halacha damals beurteilte. Mit Ausnahme der Haredim, wird Eco-Kaschrut mittlerweile in den meisten jüdischen Denominationen berücksichtigt. So haben Gruppen im orthodoxen und im konservativen Judentum eigene Kaschrut-Zertifikate entwickelt für Lebensmittel, die ohne Tierquälerei produziert wurden.

## Speisevorschriften im Islam

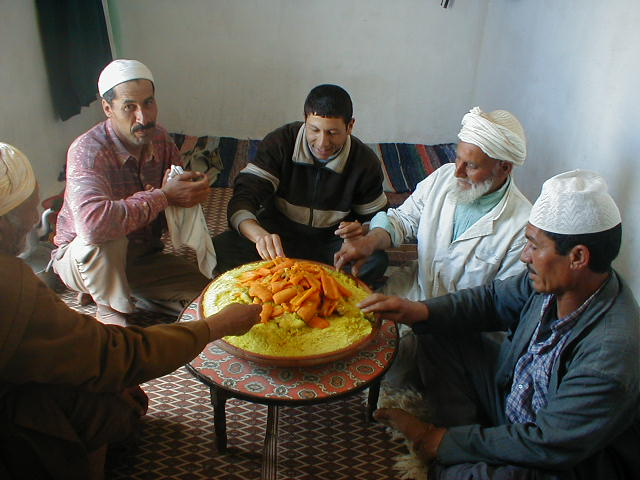
Muslime folgen beim Essen dem Vorbild des Propheten, indem sie z. B. die rechte Hand gebrauchen (hier eine Tischgemeinschaft in Marokko)

Die Quelle der islamischen Speisevorschriften sind der Koran als Offenbarungsschrift und die Hadithe, Texte, die die Verhaltensweise des Propheten Mohammed beschreiben. Sie enthalten die grundsätzlichen Bestimmungen, dass Schweinefleisch, Blut, Aas (Fleisch eines Tieres, das nicht rituell geschlachtet wurde) und Alkohol zum Verzehr verboten sind. Im Sprachgebrauch des Koran beziehen sich die Begriffe ḥalāl (erlaubt) und ḥarām (verboten) nicht exklusiv auf das Thema Essen, sondern auch auf andere menschliche Handlungen.
Auf dem Gebiet der Speisevorschriften vollzog der Koran eine Abgrenzung von den Essensgewohnheiten der vorislamischen Araber und stellte sich gleichzeitig in die jüdisch-christliche Tradition; die Ähnlichkeit zu den biblischen Speisegeboten ist auffällig. Doch distanziert sich der Koran auch von der Kaschrut (Sure 6,146 und Sure 4, 160). Wein ist im jüdischen wie im christlichen Ritual wichtig, hier vollzieht der Islam mit dem Alkoholverbot eine deutliche Trennung. Im südostasiatischen Raum hat der Islam ein anderes Alleinstellungsmerkmal: Für alle Gläubigen gelten die gleichen Speisevorschriften. Das ist im Hinduismus wie auch im Buddhismus nicht der Fall.
Die koranischen Speiseverbote sind, in der Reihenfolge ihrer Offenbarung: Sure 6,145, Sure 16,115, Sure 2,173 und Sure 5,3. Es fällt auf, dass der Koran die Verbote von Blut und Schweinefleisch nicht begründet. Sure 5,3 grenzt die muslimische Praxis von ritueller Schlachtung im vor-islamischen Arabien ab. Bei alledem sind die koranischen Angaben flexibel, und die Verbote dürfen in Notzeiten übertreten werden.
Die Scharia fordert im Blick auf die rituelle Schlachtung (ḏabḥ), dass der Metzger Muslim ist, dass das verwendete Messer extrem scharf ist, dass der Schnitt durch die Kehle des Tiers richtig durchgeführt wird und die Formel Bismillah vor der Handlung bewusst gesprochen wird. Verabscheuenswürdig ist es dagegen, das Tier erst niederzuwerfen und dann das Messer zu schärfen, den Kopf des Tieres abzutrennen, mit dem Zerlegen zu beginnen, während das Tier noch Lebenszeichen zeigt, ein stumpfes Messer zu verwenden oder das Tier vor der Schlachtung bei der Tötung eines anderen Schlachttiers zusehen zu lassen. Anders als im Judentum ist eine vorherige Betäubung des Tieres aus islamischer Sicht zulässig. Die islamischen Schlachtvorschriften sind somit mit dem Schächtungsverbot vereinbar. Aus islamischer Sicht ist ebenso nicht erforderlich, dass der Schlachter ein Moslem ist.
Der Koran befasst sich eingehend mit berauschendem Getränk, das von den Kommentaren als Wein (ḫamr) interpretiert wurde; in chronologischer Reihenfolge: Sure 6,145, Sure 16,65–67, Sure 56,16–21, Sure 16,65–67, Sure 37,43–48, Sure 83,22–26, Sure 2,219, Sure 4,43, Sure 47,15 und Sure 5,90–91. Wird der Rauschtrank zunächst unter die guten Schöpfungsgaben und die Freuden des Paradieses gerechnet, so ändert sich die Bewertung bei den in Medina geoffenbarten Suren, in einer Zeit, in dem Mohammed mit dem Aufbau der muslimischen Gemeinde befasst war. Die kritischsten Aussagen finden sich in Sure 5, 90–91, offenbart zwei Jahre vor dem Tod des Propheten. Jetzt wurde Alkoholkonsum mit heidnischem Tieropfer verglichen und als eine Versuchung durch Satan gekennzeichnet. Diese abschließende Offenbarung ersetzt frühere, positivere Texte.
Die Tischsitten, die der Prophet selbst befolgte und die von den Zeitgenossen aufgezeichnet wurden, sind vorbildhaft (mandūb): Er wusch seine Hände vor und nach dem Essen, er setzte sich zum Essen nieder, sprach ein Tischgebet und nahm die Speise mit der rechten Hand. Er riet dazu, die Speise zu nehmen, die man vom eigenen Sitzplatz aus am besten erreichen konnte, und das Wasser nicht direkt aus dem Krug zu trinken. Meist sah man, dass er sich erst niedersetzte, bevor er trank.

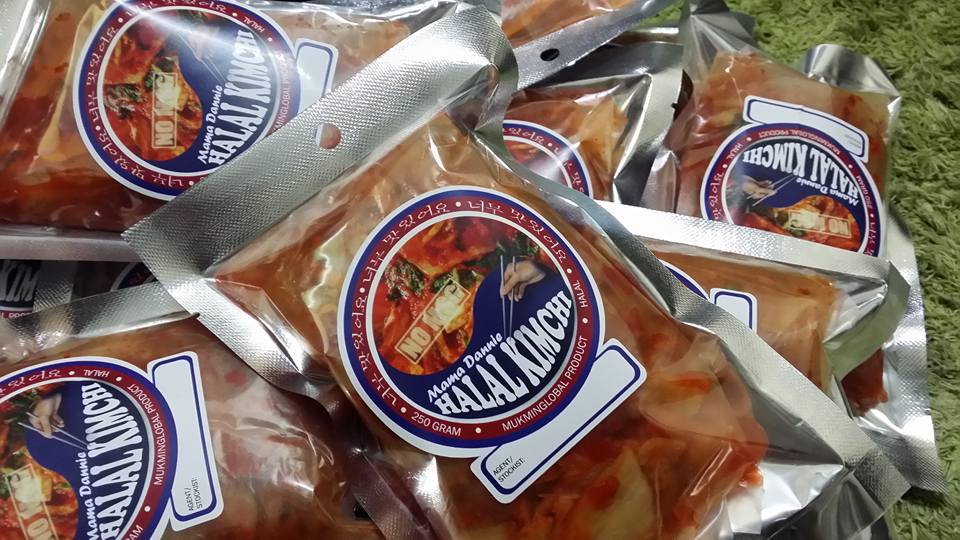
Halal-Kimchi aus Malaysia

Seit Ende der 1990er Jahre gibt es einen globalisierten Markt für Halal-Lebensmittel. Traditionell ging die Bevölkerung in islamischen Staaten davon aus, dass die Lebensmittel, die es zu kaufen gab, ḥalāl seien, und es gab eine Tendenz, die eigene regionale Küche mit ḥalāl zu identifizieren. Halal-Hinweisen auf Lebensmittelverpackungen wurde keine besondere Aufmerksamkeit geschenkt. Dass sich das grundlegend änderte, hängt mit der Globalisierung zusammen. Halal-Nahrungsmittel wurden aus ihrem lokalen Kontext herausgelöst (delocalized halal food). Malaysia und Singapur haben eine Führungsrolle bei der Belieferung des globalen Marktes, weil der Staat hier eine Kontrolle über die Religion und insbesondere den Islam ausübt. Technoscience, Halal-Standards, Ökonomie und Staat konvergieren. „In beiden Ländern ist Halal eingebunden in komplizierte Netze politischer, ethnischer und nationaler Bedeutung und wird gleichzeitig propagiert als Beispiel für die Vereinbarkeit des ethnisierten Staates, des modernen Islam, der Wirtschaft, und des richtigen islamischen Konsums.“
Ein anderes Verständnis der islamischen Speisevorschriften wird von Muslimen vertreten, die sich auf den koranischen Begriff ṭayyib beziehen. Im Gegensatz zum religionsrechtlichen Begriff ḥalāl „erlaubte Nahrung“ meint ṭayyib „gesunde, gute Nahrung.“ So erläutert Asmaa El Maaroufi, dass sich die Halal-Diskussion allen Einzelheiten des Schlachtvorgangs widmet, aber die Frage, wie das Tier aufgezogen, ernährt oder medikamentös behandelt wurde, vernachlässigt werde.

### Sunnitischer Islam
Der Hase wird von allen vier sunnitischen Rechtsschulen als zum Verzehr erlaubt (mubāḥ) eingestuft. Die Schule der Malikiten verbietet den Genuss von Pferdefleisch (ḥarām), während es Schafiiten und Hanbaliten erlauben; Hanafiten sind unentschieden. Fische mit Schuppen werden von allen sunnitischen Rechtsschulen erlaubt. Erlaubt ist auch, mit Bedenken, der Stör. Garnelen werden von Malikiten, Schafiiten und Hanbaliten erlaubt, von Hanafiten aber als ḥarām verboten. Krabben, Langusten und Hummer sind für Malikiten und Hanbaliten erlaubt, für Hanafiten verboten. Schafiiten sind dazu unentschieden. Tintenfische, Muscheln, Austern werden von Malikiten, Schafiiten und Hanbaliten erlaubt, aber von Hanafiten verboten.

### Schiitischer Islam
Manche Forscher nehmen an, dass die Besonderheiten der schiitischen Speisevorschriften auf den Einfluss des Zoroastrismus zurückzuführen sind. Die schiitische Rechtsschule der Dschaferiten erklärt den Verzehr von Hasenfleisch für verboten (Hasentabu). Pferdefleisch wird unterschiedlich beurteilt. Problemlos ist für Schiiten der Verzehr von Fischen mit Schuppen. Unter den Meeresfrüchten werden Garnelen erlaubt (mubāḥ), alle anderen sind dagegen ḥarām. Der Stör wird als Speisefisch missbilligt (makrūh). Iran gehört zu den größten Produzenten von Kaviar. Ist der Stör ḥarām, so ist es auch der Kaviar. Die Pahlavi-Regierung vermarktete den Kaviar trotz der Bedenken des schiitischen Klerus. In den ersten Jahren der Islamischen Republik sollte aller Handel mit Haram-Produkten aufhören, aber Kaviar war wirtschaftlich attraktiv. Mitarbeiter des Ayatollah Khomeini untersuchten daraufhin in Qom die drei Arten des Stör, die im Kaspischen Meer vorkommen, und stellten fest, dass sie nahe der Schwanzflosse wenn auch kleine Schuppen aufwiesen und Flossen hatten. Khomeini erließ daraufhin eine Fatwa, dass alle Fische, die Flossen und irgendwelche Schuppen haben, zum Verzehr erlaubt seien. Manche Schiiten bewerteten diese Flexibilität als einen Vorteil ihrer Denomination gegenüber dem als statisch wahrgenommenen sunnitischen Islam.

## Speisevorschriften im Hinduismus

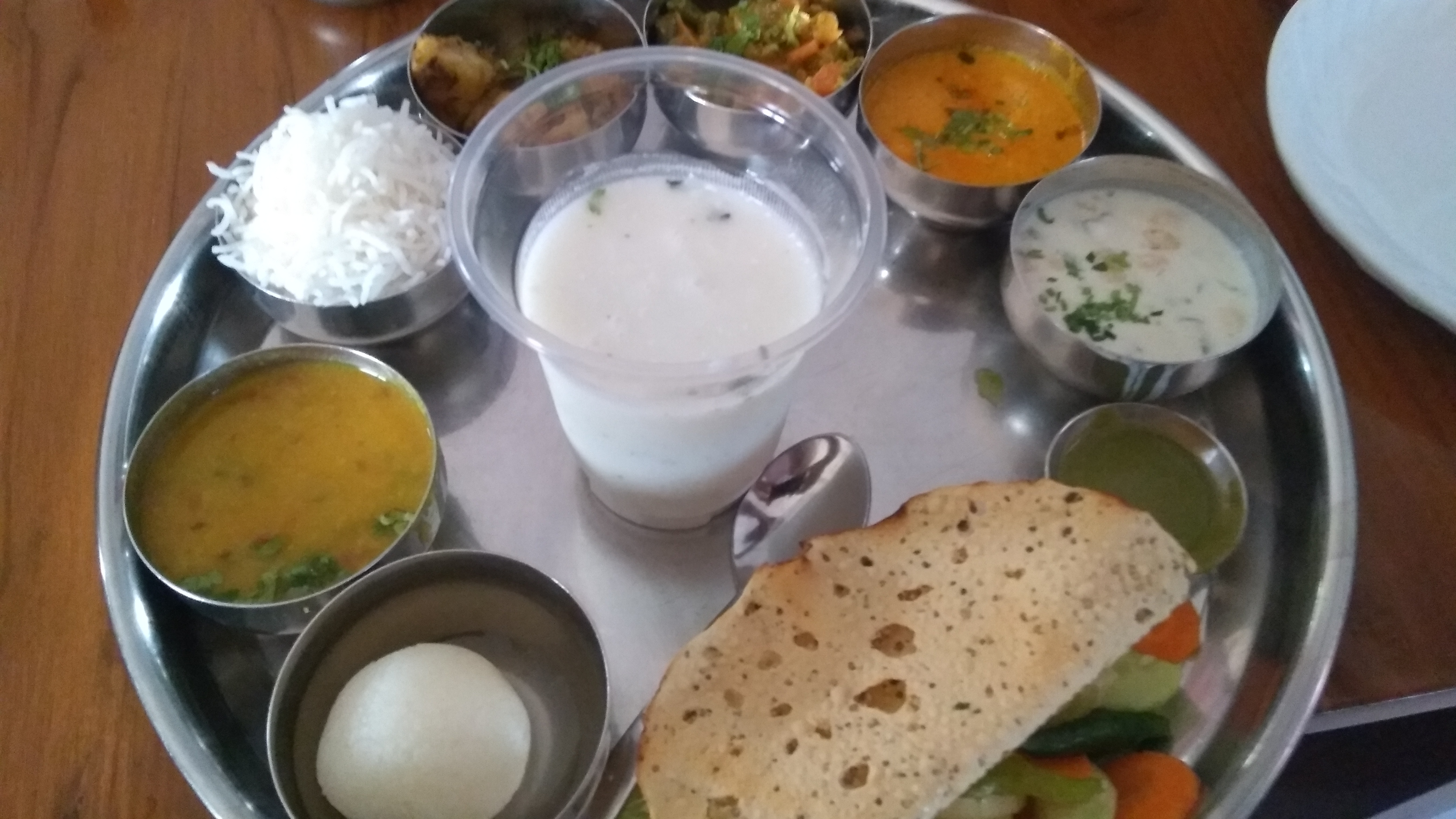
Marwadi Thali, Restaurant in Delhi

Die hinduistischen Speisevorschriften zeigen eine große Vielfalt. Durch Geburt in eine der zahlreichen Subkasten (Jati) übernimmt ein Hindu auch die in dieser Gruppe geltenden Speisevorschriften. Die Subkasten sind Familienverbände, aus mehreren Großfamilien zusammengesetzt, sie wohnen nahe beieinander und bilden eine Speisegemeinschaft: Man kann miteinander gekochte Speisen (kacca) essen, was über die Grenzen von Subkasten hinweg problematisch ist. McKim Marriott hat vorgeschlagen, angesichts der Vielfalt von Reinheits- und Unreinheitskonzepten im Hinduismus eine übergreifende Definition dieser Begriffe aufzugeben und sich stattdessen auf die Interaktionen zwischen Subkasten zu konzentrieren (Interaktionsmodell): Wer nimmt von wem Speise an, welche Personen speisen miteinander? Die Hierarchie der Subkasten ist kein starres System, sondern hier wird, unter anderem durch Anbieten und Verweigern von Nahrung, eine Verbesserung des eigenen Status ausgehandelt. Vegetarismus ist für den einzelnen Hindu eine weitere Möglichkeit, einen höheren Reinheitsstatus zu beanspruchen als durch Geburt vorgegeben.
Die im Folgenden vorgestellten brahmanischen Reinheitsnormen sind einerseits Ideale, die gesellschaftlich mehr oder weniger Konsens sind, andererseits werden sie nur selten streng befolgt. „Diejenigen, die sie penibel umsetzen, sind meist dem Gespött ausgesetzt.“ (Axel Michaels)
Für die Klassifizierung von Nahrungsmitteln gibt es regional verschiedene Kriterien (roh / gekocht, wildwachsend / kultiviert, über der Erde wachsend / unterirdisch wachsend usw.). Generell sind rohe Nahrungsmittel, die noch nicht mit Wasser, Fett oder Gewürzen in Kontakt gekommen sind, unproblematisch und können fast ohne Einschränkungen von einer Person an eine andere weitergegeben werden. Unverdünnte, ungekochte Milch und Wasser gelten als so rein, dass sie wenig oder keine Unreinheit übertragen. Anders das Trinkgefäß: deshalb wird Wasser gerne aus der (rechten) Hand getrunken.
Häufig werden die Speisen als „kalt“ (kacca) oder „heiß“ (garam) klassifiziert:
- Kacca: z. B. gekochter Reis, Milch, Ghee, Honig, Linsen, viele Obst- und Gemüsesorten. Sie werden mit Enthaltsamkeit, Ruhe und Sanftmut assoziiert.
- Garam: z. B. gebratene oder frittierte Speisen, Fleisch, Eier, Zwiebeln, Mangos und unterirdisch wachsende Gemüsearten. Sie werden mit Begierde und Aggressivität assoziiert.

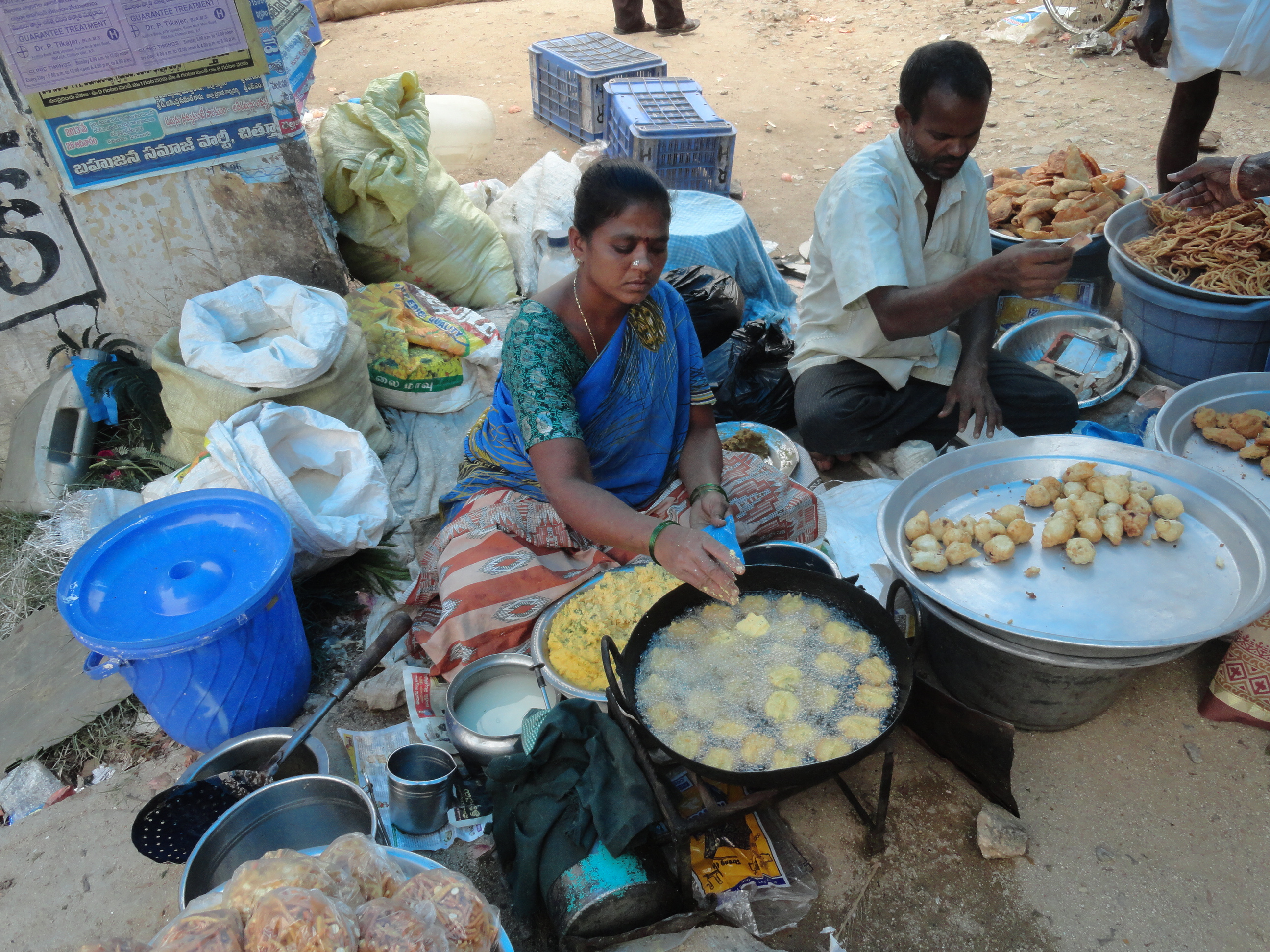
Straßenverkauf von Frittiertem (Andhra Pradesh)

Für einen Brahmanen ist der Genuss von garam-Speisen außer Haus unproblematischer als der von kacca-Speisen; deshalb werden garam-Speisen auch öfter an Imbissständen angeboten.
Die Küche ist ein abgesonderter Bereich, von dem mögliche Verursacher von Verunreinigung ferngehalten werden. Menstruierende Frauen dürfen keine Speisen zubereiten. Rohe Nahrung wird beim Kochen durch Kontakt mit Wasser, Öl, Gewürzen in ihrem Zustand verändert: ein für Verunreinigung höchst empfänglicher Prozess. Wasser, Öl, Gewürze gefährden den Reinheitsstatus der Speise. Wird sie mit Ghee, „dem höchsten Nahrungsstoff des höchsten Tieres, der Kuh“ zubereitet, z. B. frittiert, so wird die Speise gegen Unreinheit immunisiert. Es gibt dadurch ein für die meisten Hindus nicht erreichbares doppeltes Ideal der Ernährung:
- eine asketische Diät aus Rohkost, Früchten, Wasser und Milch;
- mit Ghee zubereitete, rituell immunisierte Gerichte, die sich nur eine Elite öfter leisten kann; für die Mehrheit ist das eine Ernährung an Festtagen.

Im häuslichen Bereich sind oft die Frauen einer Familie in der Küche tätig, also Angehörige der gleichen Kaste; in Restaurants, die Gäste verschiedener Kasten bewirten, werden gerne Brahmanen als Köche eingestellt. Denn das von einem Brahmanen zubereitete Essen können Angehörige aller Kasten problemlos annehmen. Generell gibt der Ranghöhere einem Rangniedrigeren Speise, nicht umgekehrt; wer Speise von allen annimmt, hat einen sehr niedrigen Status.
Koch- und Essgeschirr aus Holz oder Ton ist schwerer zu reinigen als Metall und wird daher öfter als unrein eingeschätzt. Vollkommen rein wäre ein Essgeschirr, das nur einmal verwendet und dann weggeworfen wird. Als solches dient traditionell ein Bananenblatt oder mehrere zusammengesteckte Baumblätter. Unter dem wiederverwendbaren Essgeschirr hat Metall das größte Prestige, dann folgt Stein, Keramik, Ton.
Gemeinsames Essen als Ausdruck von Geselligkeit ist im Hinduismus kein verbreitetes Konzept. „Gegessen wird alleine, an einem … zuvor gereinigten Platz (cauka, „Viereck“). Orthodoxe Brahmanen wechseln dafür mitunter die Kleidung. … Man ißt mit der rechten Hand, die linke Seite des Körpers gilt als unrein, vor allem die linke Hand, weil sie zur Reinigung nach der Defäkation benutzt wird.“ Speisereste einer anderen Person gelten als in hohem Maße unrein. Diese zu essen, stellt einen Akt der Unterwürfigkeit dar (respect-pollution). Im Tempel werden der Gottheit Speisen dargeboten und sodann als deren Speiserest (prasāda) von den Gläubigen verzehrt. Das Konzept respect-pollution ist für den Hinduismus charakteristisch und bezieht sich darauf, dass eine Person absichtlich und als Demutsbezeugung normalerweise Verunreinigendes tut. Indem ein Brahmane seinen Essplatz mit Kuhdung reinigt, zeigt er seine Verehrung für die Kuh. Indem die Ehefrau die Speisereste ihres Mannes aufisst, erweist sie ihm Respekt.
Im modernen Indien können brahmanische Reinheitsnormen kaum konsequent befolgt werden. Ein Beispiel ist die Mobilität: Der Reisende kann nicht ermitteln, wer die Speisen zubereitet hat, die er isst, und unterwegs selbst zu kochen oder sich überall mit Frittiertem zu versorgen, ist ebenfalls nicht gut praktikabel. „Gleichwohl muß man beachten, daß die Reinheitsnormen im Haus streng blieben. Wer in der Kantine nebeneinander sitzt, setzt sich nicht auch zu Hause an einen Tisch. Ein Nebeneinander ist kein Miteinander.“
Die Zubereitungsmethoden in einer europäischen Küche widersprechen vielfach den Speisevorschriften des Hinduismus. Es beginnt damit, dass die Küche mit Straßenschuhen betreten werden darf und dass Haustiere (Hunde) in der Küche und in der Nähe des Esstisches geduldet werden. Einen Löffel zum Abschmecken der Speise zu benutzen und dann damit die Speise umzurühren, ist sehr anstößig. „Hindus, die … zum Waschen von Nahrungsmitteln und Geschirr nur fließendes Wasser gestatten, finden es unakzeptabel, dass Kochgeräte in stehendem Wasser gewaschen und sofort abgetrocknet werden.“

## Speisevorschriften im Buddhismus

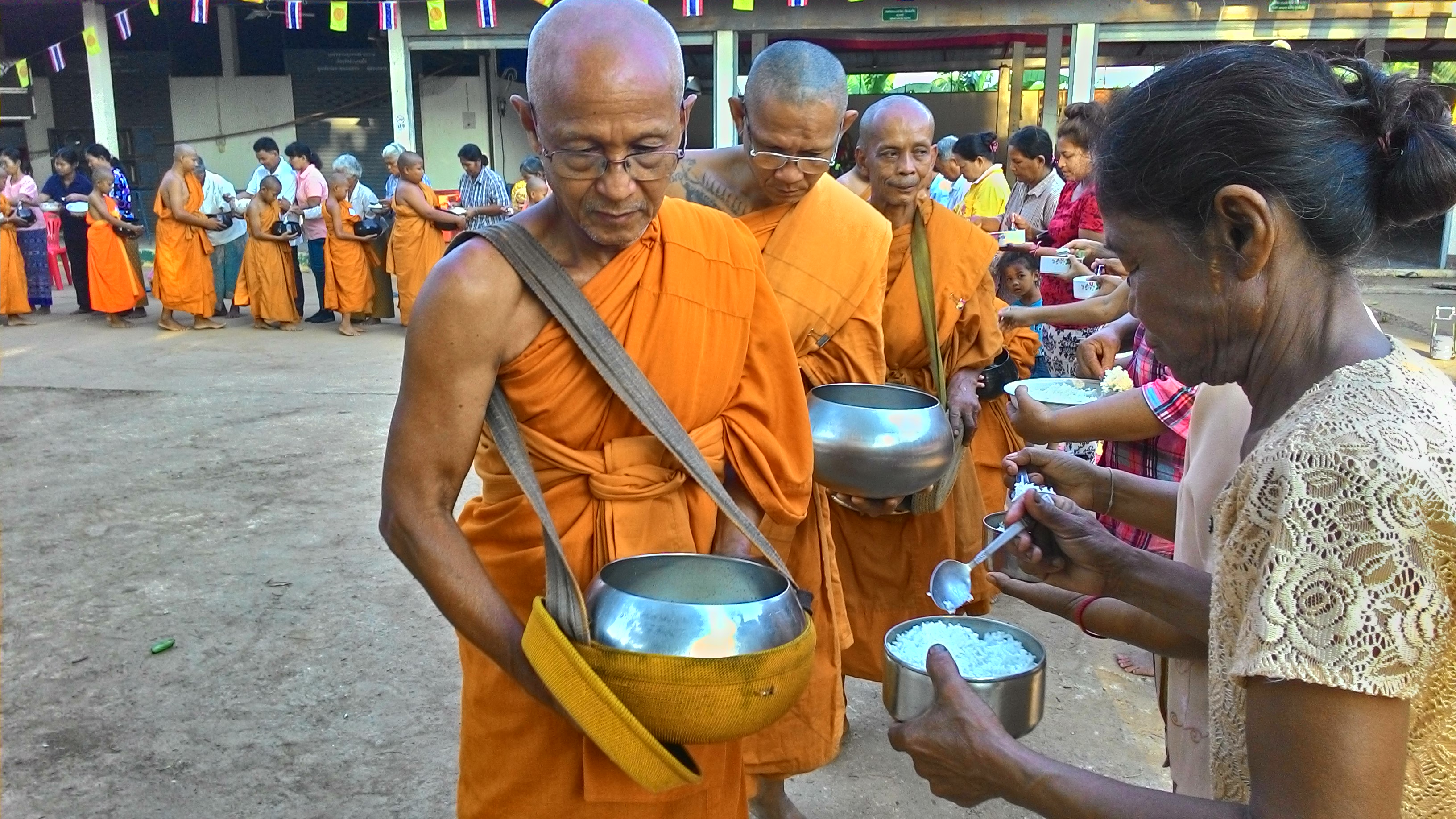
Laien geben buddhistischen Mönchen Speisen als Almosen (Thailand)

Grundlegend ist die Unterscheidung zwischen Mitgliedern des Ordens (saṃgha) und Laien. Die Speisevorschriften des Buddhismus betreffen hauptsächlich die Ernährung von Ordensmitgliedern. Keine der fünf Laienregeln (pañcaśīla) bezieht sich explizit auf Speisen. Deshalb wurde die Ernährungsweise der Laien meist „liberal und optional“ behandelt.

### Theravada-Buddhismus

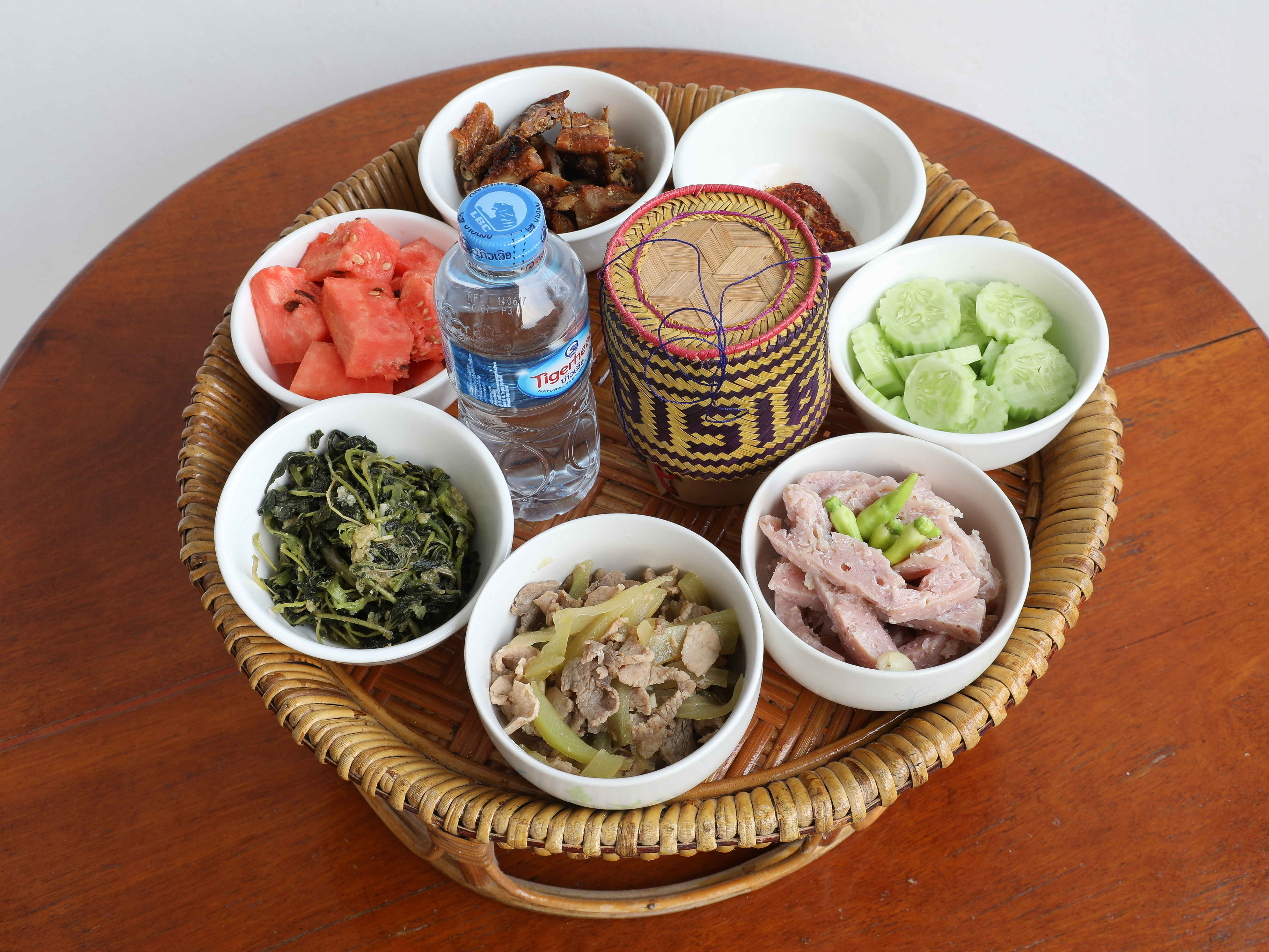
Speisetablett für buddhistische Mönche, unter anderem mit Hühner- und Schweinefleisch, Tempel Don Det, Laos

Ordensmitglieder können Fleisch essen, wenn ihnen dies als Almosen gegeben wurde. Ein früher Kommentar zu den Mönchsregeln (Vinaya-vibhaṅga) definiert, was „dreifach reines Fleisch“ ist:
1. Der Mönch sah nicht, wie das Tier geschlachtet wurde.
2. Er hörte die Schlachtung nicht.
3. Er hat keinen Grund, anzunehmen, dass das Tier seinetwegen geschlachtet wurde.

Dies alles ist gegeben, wenn es sich z. B. um die Reste eines familiären Festessens von Laien handelt. Solches Fleisch kann ohne weiteres von Mönchen gegessen werden.
In den Ländern des Theravada-Buddhismus ist Vegetarismus zwar angesehen, aber wenig verbreitet, „wobei Laien argumentieren, dass selbst die Mönche Fleisch essen; von Laien könne man eine vegetarische Ernährungsweise also kaum verlangen.“ In Myanmar, Thailand und Kambodscha essen Buddhisten häufig Fisch in verschiedener Zubereitung. Thailändische Buddhisten essen Fleisch vom Schwein, Rind, Wasserbüffel, Geflügel, aber auch Meeresfrüchte, Schnecken und – besonders in der Regenzeit – Frösche. In Thailand und Myanmar gilt es als verwerflich, Eier aufzuschlagen; deshalb sind, so Marvin Harris, „versehentlich“ angeschlagene Eier im Handel.

### Mahāyāna-Buddhismus
Für buddhistische Mönche chinesischer Prägung ist es, so Peter Harvey, schockierend, Mönche des Theravada-Buddhismus Fleisch essen zu sehen. Vermutlich durch den Kontakt mit hinduistisch-brahmanischer Ernährungsweise wurde Vegetarismus im Mahāyāna-Buddhismus nämlich zum Kennzeichen buddhistischer Lebensweise, sowohl von Mönchen und Nonnen als auch von engagierten Laien.
Ein Schlüsseltext für die Bewertung des Fleischkonsums im Buddhismus chinesischer Prägung war die dortige Rezension des Mahāparinirvāṇa-sūtra. Darin wird die Frage aufgeworfen: Wie verhält sich der Mönch, wenn ihm Fleisch als Almosen angeboten wird? Die Antwort lautet: Er nimmt das Fleisch an, entfernt es dann aber, reinigt die Almosenschale mit Wasser und isst nur die anderen Speisen, die er als Almosen erhalten hat. Das Konzept „dreimal reines Fleisch“ sei nur ein pädagogisches Mittel gewesen, mit dem der Buddha die Mönche auf eine vegetarische Lebensweise vorbereitet habe. Das apokryphe Śūraṅgama-sūtra behauptet, der Buddha habe die Mönchsgemeinde mit magisch reinem Fleisch ernährt, daher konnte er Fleischgenuss – scheinbar – erlauben, dieses magische Fleisch stehe aber in der Gegenwart nicht mehr zur Verfügung, also sei Fleischgenuss verboten. In einer späten Fortschreibung des Laṅkāvatāra-sūtra sind die Argumente gegen den Fleischverzehr zusammengestellt:
- Alle Lebewesen seien miteinander verwandt und seien in früheren Inkarnationen Familienangehörige oder Freunde gewesen;
- Der Geruch eines Fleischessers sei abschreckend,
- Buddhisten, die Fleisch essen, brächten ihre Religion in einen schlechten Ruf;
- Fleisch sei stinkend;
- Der Genuss von Fleisch, Zwiebeln, Knoblauch und Alkohol behindere den Fortschritt in der Meditation;
- Wer Fleisch isst, schlafe schlecht und lebe ungesund. Es sei gut für das Karma und auch für den Körper gesund, Getreide, Bohnen, Honig, Öl, Ghee, Melasse und Zucker zu konsumieren.
- Fleischgenuss führe zu einer Wiedergeburt als Raubtier oder Mensch niedriger Kaste, Vegetarismus führe zu einer guten Wiedergeburt.
- Würde Fleisch nicht gegessen, so würde kein Lebewesen getötet.

In China traf der Buddhismus auf Kulte wie den Daoismus, in denen Diätetik eine große Rolle spielte. So entwickelte der Buddhismus in diesem Umfeld eigene, für Ordensangehörige und Laien verpflichtende Speisevorschriften. Über den Vegetarismus hinaus bedeutete das Abstinenz von Alkohol und Meidung der fünf stark riechenden Gemüse Zwiebeln, Knoblauch, Ingwer, Lauch und Schalotten (Sūtra von Brahmas Netz, Fànwǎng jīng). Dass buddhistische Asketen außerdem auf die „fünf Getreidesorten“ (wǔ gǔ) Reis, Weizen, Hirse, Gerste und Bohnen verzichteten, ist Übernahme einer entsprechenden Ernährungsweise aus dem Daoismus. Der Daoismus distanzierte sich damit von typischen Zivilisationsprodukten, die er als grobstofflich und schwer im Gegensatz zum ätherischen, leichten Qi klassifizierte. In China gibt es buddhistische Laiengruppen, für die Vegetarismus zentral ist. Dieser wird aus der ersten Laienregel („Nichtnehmen von Leben“) abgeleitet.

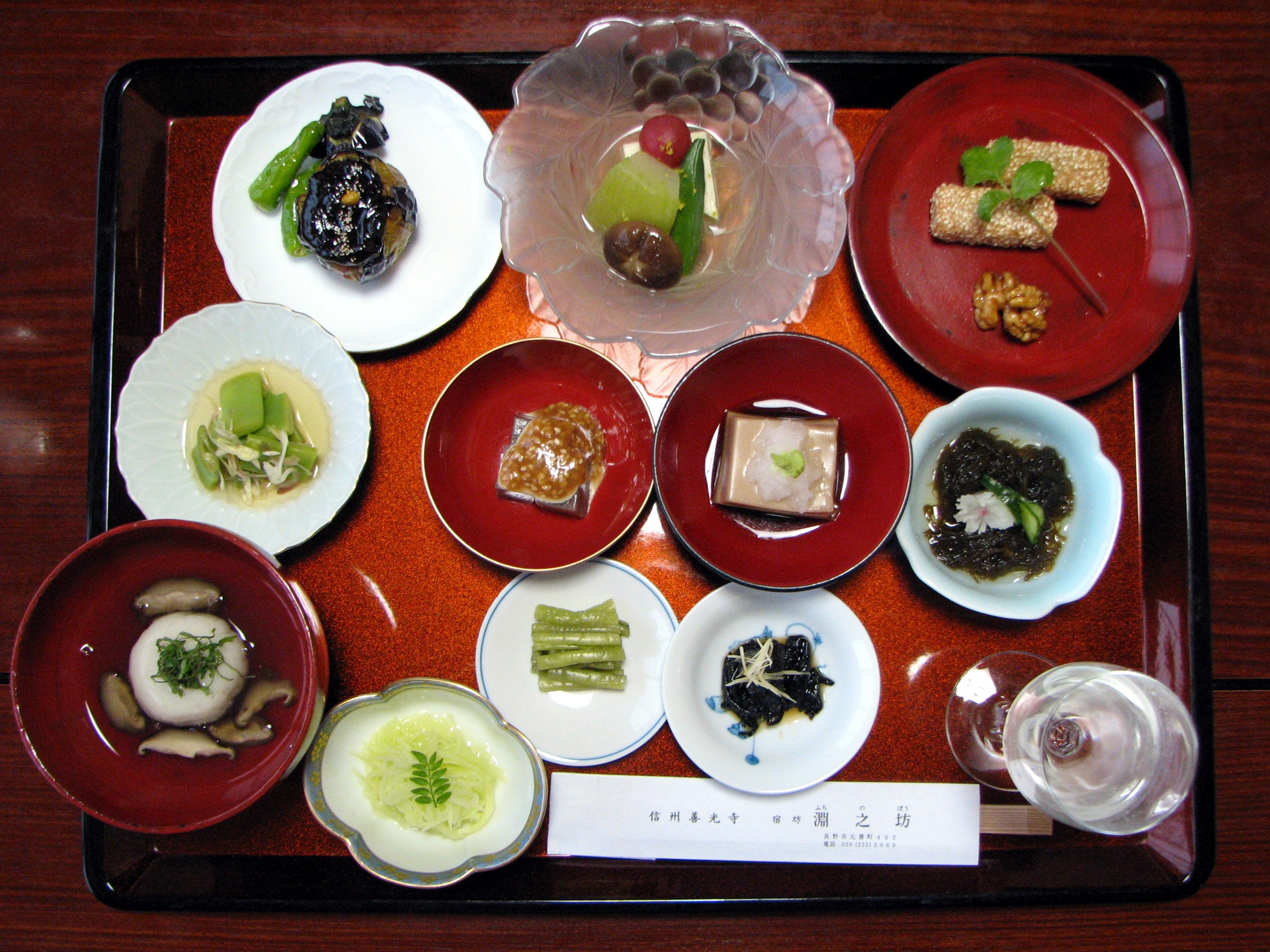
Vegetarische Mahlzeit in einem buddhistischen Tempel (Nagano, Japan)

In Japan beeinflusste der Buddhismus chinesischer Prägung die Lebensweise der gesamten Gesellschaft und dies begründete weitgehenden Fleischverzicht. Als die Meiji-Regierung den buddhistischen Priestern 1872 erlaubte, Fleisch zu essen, geschah das, um die Disziplin innerhalb des buddhistischen Klerus zu schwächen und dessen Ansehen in der Bevölkerung zu untergraben.
Obwohl der tibetische Buddhismus dem Mahāyāna-Buddhismus zuzurechnen ist, war Fleisch in Tibet stets ein übliches Nahrungsmittel, und Mönche führten Rituale aus, um den geschlachteten Tieren eine günstige Wiedergeburt zu ermöglichen. Da man es vermeidet, Blut zu vergießen, wird eine Tötung durch Ersticken bevorzugt. Auch sei es besser, ein großes Tier als Fleischlieferanten zu töten als mehrere kleine, da in diesem Fall nur ein Lebewesen sterben müsse.

## Speisevorschriften im Sikhismus

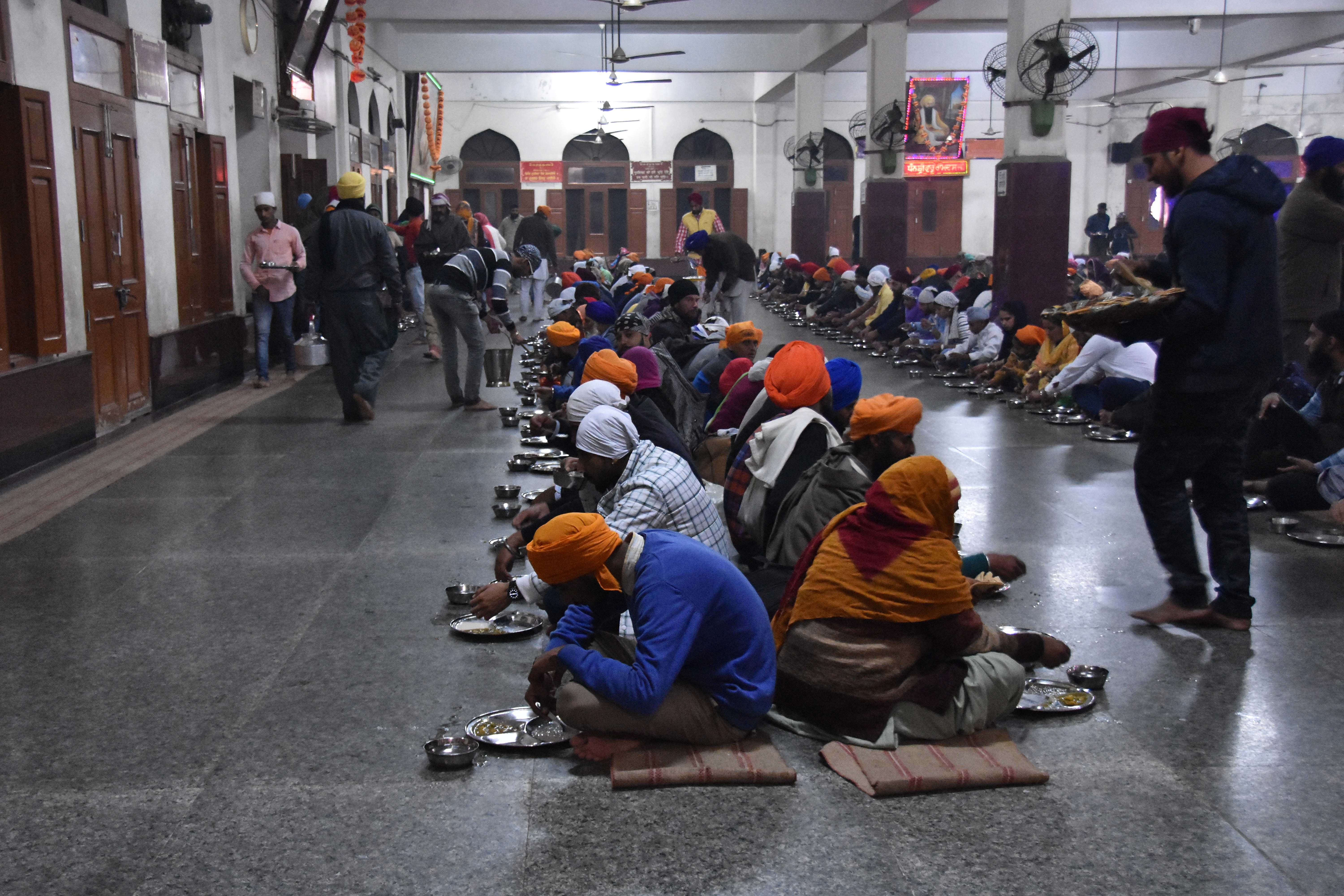
Eine freie Mahlzeit für jeden (Langar) im Hauptheiligtum der Sikhs (Harmandir Sahib, Amritsar)

Der aktuelle Verhaltenscodex Sikh Rehat Maryada verbietet allen Mitgliedern der Religionsgemeinschaft: „Ein Sikh darf keinen Hanf (Cannabis) konsumieren, kein Opium, Alkohol oder Tabak, kurz überhaupt kein Rauschmittel.“ Bei der Initiation (Amrit Sanchar) in die Bruderschaft Khalsa Pandh verpflichtet sich ein Sikh dazu, kein Fleisch eines Tieres zu essen, das nach muslimischer Weise geschlachtet wurde (Schächten), und keinen Tabak zu konsumieren.
Die meisten Mitglieder von Khalsa-Bruderschaften leben streng vegetarisch, mit Ausnahme von Sondergruppen wie den Nihang. Sofern Sikhs Fleisch essen, soll das Tier möglichst schnell, nämlich mit einem einzigen Schlag oder Schuss getötet werden (Jhatka). Diese Anordnung stammt von Guru Gobind Singh. Der zeitgenössische Hintergrund ist die muslimische Herrschaft in Indien, während der das Schächten die einzig erlaubte Schlachtmethode war. Im Sikhismus wird das Schächten als Kuttha bezeichnet, abgeleitet von dem Panjabi-Verb kohna „foltern“. Guru Nanak missbilligte, dass Hindus zu seiner Zeit Halal-Fleisch aßen, während sie in anderer Hinsicht streng an ihren Speisevorschriften festhielten: „Sie essen Ziegenfleisch, das kuttha geschlachtet wurde und wobei fremde Worte gesprochen wurden, aber sie lassen niemand in ihren Kochbereich eintreten.“
Die Jhatka-Schlachtung geht so vor sich, dass das Tier zwischen zwei Pfählen angebunden wird und der Metzger ihm mit einem einzigen Hieb mit einer schweren Klinge den Kopf abschlägt. Jhatka-Fleisch wird in Indien von vielen Metzgern und Verkäufern angeboten; außerhalb Indiens ist es kaum erhältlich. Tötung durch einen Bolzenschuss, wie in europäischen Schlachthäusern üblich, gilt allerdings ebenfalls als Jhatka.
Rindfleisch wird im Sikhismus generell gemieden.

## Speisevorschriften im Bahaitum
Das Bahaitum kennt keine Speisevorschriften. Obwohl ʿAbdul-Baha' den Vegetarismus für die gesündere Ernährungsweise hielt, die auch Tierquälerei vermeide, machte er daraus keine Verpflichtung. So gilt eine allgemeine Empfehlung, sich einfach und maßvoll zu ernähren. Vor dem Neujahrs- und Frühlingsfest ist im Bahai-Kalender eine neunzehntägige Fastenzeit vorgesehen (sie ähnelt dem muslimischen Ramadan und ist unter Medizinern auch als „Intervalldiät“ bekannt). Ausdrücklich verboten sind im Bahaitum Drogen, die den Verstand rauben.

## Speisevorschriften im Jainismus
Den Speisevorschriften des Jainismus liegt das Konzept ahiṃsa „Nicht-Verletzen“ zugrunde. Es gilt daher, die Vielzahl sichtbarer und unsichtbarer Lebewesen weder zu töten noch sie zu verletzen, was nur ein Asket konsequent praktizieren kann. Aber auch Laien befolgen sehr weitgehende Speisevorschriften, um sich diesem Ideal anzunähern. Vegetarismus ist für Jains unterschiedlicher Observanz eine Selbstverständlichkeit.
Die Diätetik des Jainismus beruht auf dem Grundsatz, dass bestimmte Nahrungsmittel abhakṣya „nicht zu essen“ sind. Im 11. Jahrhundert stellte Nemichandra eine Liste (Pravacanasāroddhāra) von 22 derartigen Nahrungsmitteln zusammen, die modernen Jains als Rahmenwerk für die eigene Diät gilt. Sie enthält Unterschiedliches: Fleisch, Honig, Alkohol, Butter, Auberginen, samenreiche (bahu-bīj) Gemüse und Früchte, und ungewöhnliche Speisen wie Schnee, Hagelkörner, Lehm und Gift. Die meisten dieser Substanzen enthalten nach Anschauung der Jains zahlreiche Einzelseelen, so gilt z. B. jeder Same in der Aubergine als ein Lebewesen.
Nach der Biologie der Jains gibt es individuelle Pflanzen (praytek) und korporative Pflanzen (sādharān); letztere beinhalten viele Seelen und sind hauptsächlich Pflanzen, aus deren essbarem Teil eine neue Pflanze entstehen könnte. Beispiele hierfür sind Kurkuma, Knoblauch, Zwiebeln, Rettich, Karotten und Kartoffeln. In moderne Praxis übersetzt, führt das zu der Regel, kein Wurzelgemüse zu essen (khaṇḍ mūḷ bandh). Eine weitere Regel lautet, nicht nach Sonnenuntergang zu essen (rātri-bhojan bandh), denn bei schlechtem Licht erkennt man seine Nahrung nicht genau, und da viele Insekten von Lichtquellen angezogen werden, ist das Risiko, Insekten mitzuessen, bei einer Mahlzeit bei künstlichem Licht erhöht. Generell werden die Speisevorschriften der Jains vorwiegend von Frauen und einigen besonders religiösen Männern eingehalten, mit der Folge, dass sie mehr im Privathaushalt befolgt werden (wo Frauen für die Küche zuständig sind) und weniger in der Öffentlichkeit.
Weitere Regeln betreffen den Verzehr grüner Pflanzen (līlu śākh bandh), die von Asketen gar nicht, von Laien an bestimmten Tagen ihres lunaren Kalenders nicht gegessen werden, und das Abkochen und Filtern des Trinkwassers (garam pāṇī). Einige Jains gießen am Ende der Mahlzeit etwas Wasser auf die Metallplatte, von der sie gegessen haben, und trinken dieses mit den Krumen der Mahlzeit. Der Gedanke dabei ist, dass die Krumen sonst in den Ausguss gerieten und sich darauf viele neue, kurzlebige Organismen bilden würden. Aus all diesen Regeln geht hervor, dass Jains nicht in einem normalen Restaurant essen können. Deshalb gibt es spezielle Jain-Gaststätten in den Pilgerorten der Religionsgemeinschaft und z. B. in Ahmedabad Jain-Abteilungen in normalen Restaurants. Jain-Frauenkooperativen in Ahmedabad stellen Snacks her, die unterwegs verzehrt werden können. Ansonsten bedeutet das Reisen für praktizierende Jains häufig Fasten.

## Religiöse Speisevorschriften und staatliche Gesetzgebung
Wo ein säkularer Rechtsstaat für Bevölkerungsgruppen eine Gemeinschaftsverpflegung vorsieht, sucht er zugleich die Religionsfreiheit zu wahren. Daher haben verschiedene Staaten Regelungen entwickelt, wie mit religiösen Speisevorschriften umgegangen wird.

### Militär
Einige Staaten haben schon länger Erfahrungen mit der Verpflegung von Soldaten unterschiedlicher Religionen. Im Ersten Weltkrieg unternahm die britische Militärführung besondere Anstrengungen, um die Loyalität indischer Soldaten zu sichern. Ihre Ernährung hatte dabei eine Schlüsselrolle. Für die Schlachtung von Tieren wurden getrennte Plätze eingerichtet: halal für Muslime, jhatka für Sikhs und Hindus. Vegetarier erhielten dal, gur und Milch anstelle von Fleisch. Hindus hatten in der Armee auch die Möglichkeit, frisches Chapati zu backen. Die Soldaten aus dem britischen Mutterland ernährten sich dagegen von Dosenfleisch (bully beef) und Biscuits. Auch Österreich-Ungarn hatte im späten 19. Jahrhundert eine multireligiöse Armee, zu der außer Katholiken und Protestanten auch zahlreiche griechisch-orthodoxe, jüdische und muslimische Soldaten gehörten. Auf jüdische und muslimische Speisevorschriften wurde besonders Rücksicht genommen. Für Muslime sah z. B. eine Verordnung von 1881 vor: „Essen durfte gesondert zubereitet werden, sollte es nicht von der Versorgungsstelle geliefert werden können. Es wurde eigenes Kochgeschirr bereitgestellt.“ Auch eine koschere Küche war vorhanden. Diese multireligiöse Tradition brach nach dem Ersten Weltkrieg ab.

#### Deutschland
Die Bundeswehr gewährleistet die Einhaltung der muslimischen Speisevorschriften an den Standorten mit Komponentenverpflegung und im Einsatz, nicht jedoch auf Schiffen und Booten der Marine. Eine über die übliche Hygiene hinausgehende Reinigung von Küchengeräten, Besteck und Geschirr wird als nicht zwingend notwendig beurteilt und daher abgelehnt.

#### Österreich
Das österreichische Bundesheer unterscheidet heute hinsichtlich der Religion zwischen normalen Mitgliedern sowie strenggläubigen und besonders strenggläubigen. Bei evangelischen, altkatholischen und methodistischen Soldaten gibt es nur die Kategorie der Mitgliedschaft, bei Sikhs nur die Kategorie der besonderen Strenggläubigkeit. (Besondere) Strenggläubigkeit bedeutet meist die Einberufung zum Militärkommando Wien, wo es einen Rechtsanspruch auf die Befolgung jüdischer und islamischer Speisevorschriften gibt:
- Koschere Speisen werden durch eine Catering-Firma in die Kaserne geliefert, oder den Soldaten wird eine koschere Küchenausstattung zur Verfügung gestellt, und sie bereiten ihre Mahlzeiten selbst zu.[111]
- Die Maria-Theresien-Kaserne in Wien stellt standardmäßig Halal-Kost bereit, was von anderen Kasernen ebenfalls angestrebt wird. Eine schweinefleischlose Kost, die nicht Halal-Standards entspricht, wird generell angeboten, von muslimischen Soldaten aber teilweise nicht akzeptiert. Es wird dadurch ein Anreiz geschaffen, sich als strenggläubiger Muslim zu deklarieren.[111]
- Sikhs erhalten „nach Dienstesmöglichkeit“ vegetarische Kost oder Gerichte ohne Rindfleisch.[112]
- Für orthodoxe Christen geltende Speisevorschriften (abgestufte Fastenregeln) werden de facto im Bundesheer nicht speziell berücksichtigt. Da der orthodoxe Grundsatz kat’oikonomian ein Abweichen von den Regeln erlaubt, wird dies offenbar von den orthodoxen Soldaten flexibel gehandhabt.[112]

#### Schweiz
Die religiöse Zugehörigkeit der Schweizer-Armee- und Zivildienstangehörigen wird seit 1995 nicht mehr dokumentiert. Sie haben grundsätzlich das Recht auf Glaubens- und Gewissensfreiheit, so weit der Dienstbetrieb dadurch nicht beeinträchtigt wird. Das bedeutet konkret: „Religiöse Kostformen können im Truppenhaushalt nicht speziell berücksichtigt werden. Die Verpflegung wird sinngemäss wie die fleischlose, vegetarische Kostform gehandhabt (Vpf A, Ziff. 1.2.2).“ Für jüdisch-orthodoxe Soldaten besteht die Möglichkeit, sich von selbst mitgebrachten koscheren Lebensmitteln zu ernähren; sie erhalten dafür einen Geldbetrag. Alternativ ist es auch eine Option, den Wehrdienst in der israelischen Armee abzuleisten, da die Schweizer Verfassung mehrere Staatsangehörigkeiten zulässt.

### Strafvollzug

#### Deutschland
Änderungen der Anstaltsverpflegung aus religiösen Gründen regelt § 21 StVollzG: „Dem Gefangenen ist zu ermöglichen, Speisevorschriften seiner Religionsgemeinschaft zu befolgen.“ Die Anstalt kann dem entsprechen, indem sie religiöse Speiseangebote macht (z. B. Halal-Kost). Der Inhaftierte hat keinen Anspruch darauf, dass die Anstalt ihm nach den Regeln seiner Religion zubereitete Speisen bereitstellt. Die Anstalt muss dem Inhaftierten aber die Möglichkeit geben, sich diese Speisen selbst zu beschaffen. Das Beispiel Berlins zeigt, wie im Strafvollzug praktisch mit dem Thema umgegangen wird: Für muslimische Gefangene gibt es Halal-Kost; bei buddhistischen und hinduistischen Gefangenen wird angenommen, dass sie mit vegetarischer Anstaltsverpflegung im Allgemeinen zurechtkommen. Die Jüdische Gemeinde Berlin empfiehlt für jüdische Gefangene die vegetarische Anstaltskost, obwohl diese der Kaschrut nicht voll entspricht. Die Alternative der Einzelselbstversorgung ist teuer. Die Justizvollzugsanstalt Moabit war 2015 im Gespräch mit dem Jüdischen Bildungszentrum Chabad Lubawitsch über die Organisation eines solchen Bringdienstes für koschere Speisen.

#### Österreich
Das Islamgesetz regelt in § 12, dass im Strafvollzug „auf die innerreligionsgesellschaftlichen Speisegebote Rücksicht zu nehmen ist.“ Daraus leitet sich aber keine Verpflichtung ab, dass die Anstaltskost den religiösen Speisegeboten entsprechen muss. Es reicht aus, dass Speisen „selbst mit- oder beigebracht werden können.“ Da eine Anstaltsküche kaum den Anforderungen der Kaschrut entsprechen kann, organisieren die jüdischen Gemeinden die Versorgung der jüdischen Gefangenen.

#### Schweiz
Das Grundrecht der Glaubens- und Gewissensfreiheit (Art. 15 BV) gilt auch im Schweizer Strafvollzug. Das Bundesgericht hielt 1987 in einer Entscheidung fest, die Anstaltsleitung müsse bemüht sein, für alle Häftlinge die Religionsausübung möglichst gut zu gewährleisten. Kleinere Anstalten handeln eher einzelfallbezogen, während größere Haftanstalten eine Institutionalisierung ihres religiösen Angebots anstreben. Eine Besonderheit der Schweiz besteht darin, dass sie im Blick auf muslimische Speisevorschriften Experten (Imame) einsetzt, um Häftlinge über die Vorschriften ihrer Religion zu informieren, die sich für die Häftlinge oft mit kulturellen Gebräuchen zu einer Einheit verbinden.

## Weitere Anwendungsfälle religiöser Speisevorschriften

### Schulspeisung
Durch die Verbreitung von Ganztagsschulen hat die Frage an Bedeutung gewonnen, ob Schulspeisung sich an religiösen Vorschriften orientieren soll. Der nationale Aktionsplan IN FORM der deutschen Bundesregierung befürwortet das Eingehen auf verschiedene religiöse Ernährungsstile, um gegenseitige Akzeptanz in der Schulgemeinschaft zu fördern. „Die verschiedenen Speisevorschriften der Religionen sind am besten durch die vegetarische Küche zu vereinbaren. Diese deckt zwar nicht alle Vorgaben der einzelnen Religionen im Detail ab, ist aber für die Schulmensa der größte gemeinsame und umsetzbare Nenner.“
In Frankreich dagegen ist die Trennung von Staat und Religion konstitutiv. Die staatliche Beobachtungsstelle für die Laizität (Observatoire de la laicité) stellt fest, dass Schulspeisung kein verpflichtendes Angebot sei und deshalb auch nicht an die Schulpflicht gekoppelt sei. Daher sei der Besuch der Schulmensa den Schülern freigestellt. Die Kommune biete mit dem Schulessen nur eine freiwillige öffentliche Leistung an und habe deshalb keinerlei Auflagen zu erfüllen. Doch sei es wünschenswert, dass Schüler gemeinsam essen. Daher empfiehlt die Beobachtungsstelle, unterschiedliche Menüs mit und ohne Fleisch zur Auswahl anzubieten. Religiöse Vorschriften dürften dabei nicht berücksichtigt werden, vielmehr sei das Angebot von Wahlmöglichkeiten im öffentlichen Interesse.

### Gesundheitswesen
Da die vertraute Ernährung sich günstig auf das Wohlbefinden der Patienten auswirken kann, gehen viele Krankenhäuser in Deutschland auf religiöse Speisevorschriften ein (Stichwort: Kultursensibilität): 23 % bieten Speisen an, die religiösen Standards entsprechen, und 18 % haben eine Patientenküche, in der Patienten oder deren Angehörige mitgebrachtes Essen zubereiten oder aufwärmen können. Die meisten Einrichtungen weisen aus, ob ein Gericht Schweinefleisch enthält; 28 % deklarieren auch Alkohol. Sehr selten sind geänderte Öffnungszeiten der Cafeteria entsprechend dem Ramadan (1,8 %). Christliche Speisevorschriften spielen für den Krankenhausalltag nur rudimentär eine Rolle: Am Freitag und besonders am Karfreitag verzichten viele Christen auf Fleisch. „Mit Rücksicht auf diese Tradition servieren viele Einrichtungen des Gesundheitswesens, die Gemeinschaftsverpflegung anbieten, an diesen Tagen Fischgerichte.“
Im Schweizer Gesundheitswesen wird vielfach ein trans- und interkultureller, quasi „religionsblinder“ Ansatz verfolgt: Jeder Patient ist demnach ein Individuum mit vielfältig zusammengesetzter Identität. Religion wird also beim pflegerischen Handeln nicht stärker berücksichtigt als kulturelle Prägung o. ä. Eine Befragung der Schweizer Spitäler ergab: „die Ernährung, im Fall gläubiger Muslime der Verzicht auf Schweinefleisch oder alkoholhaltige Speisen und Getränke … stellt nur äusserst selten ein Problem dar, berücksichtigen die Spitäler doch schon beim Eintritt der Patientinnen und Patienten deren (nur selten religiös motivierte) unterschiedliche Speisegewohnheiten und bieten zumindest vegetarische Menüs an.“

### Bordverpflegung bei Flugreisen

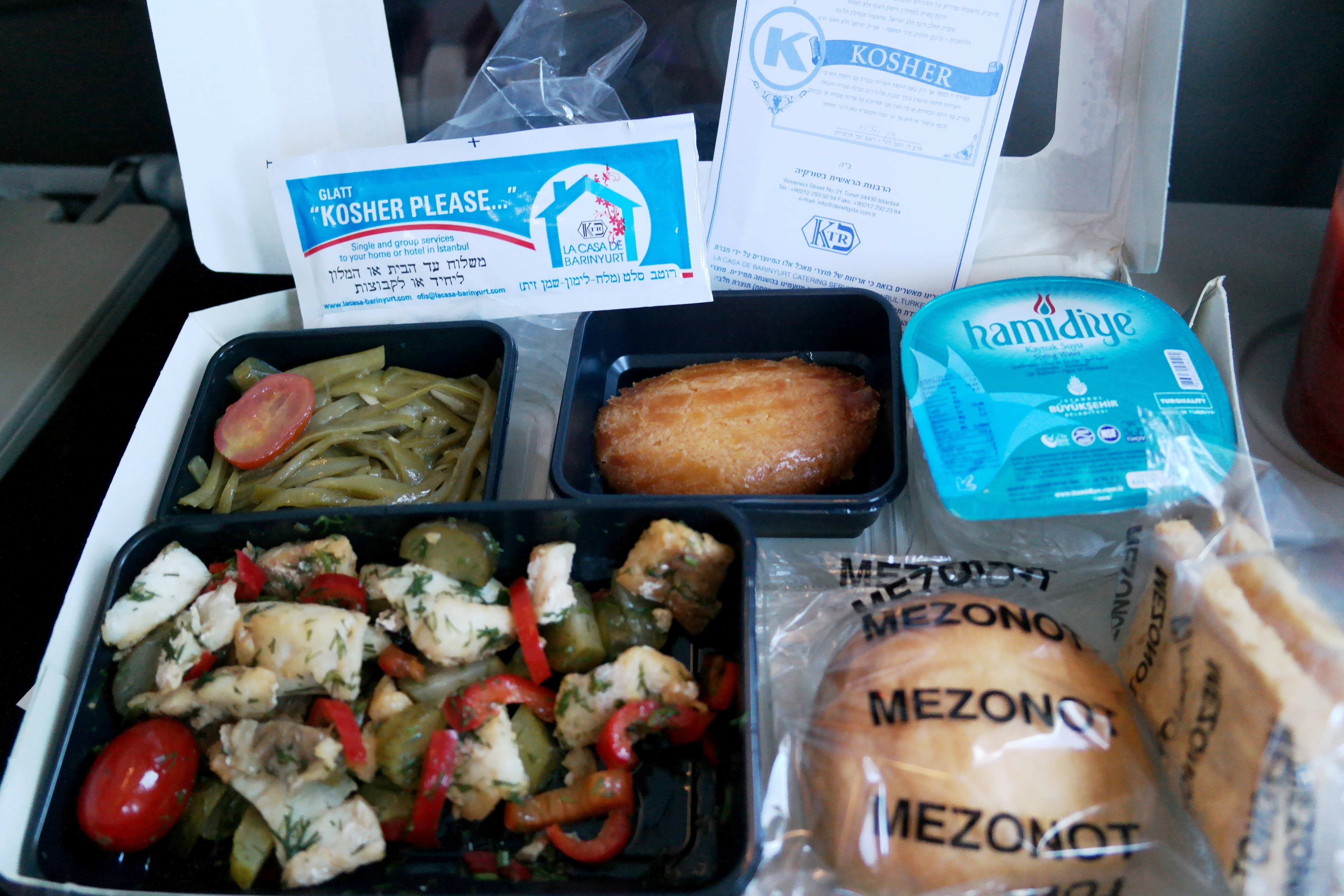
Koscheres Menü, Turkish Airlines

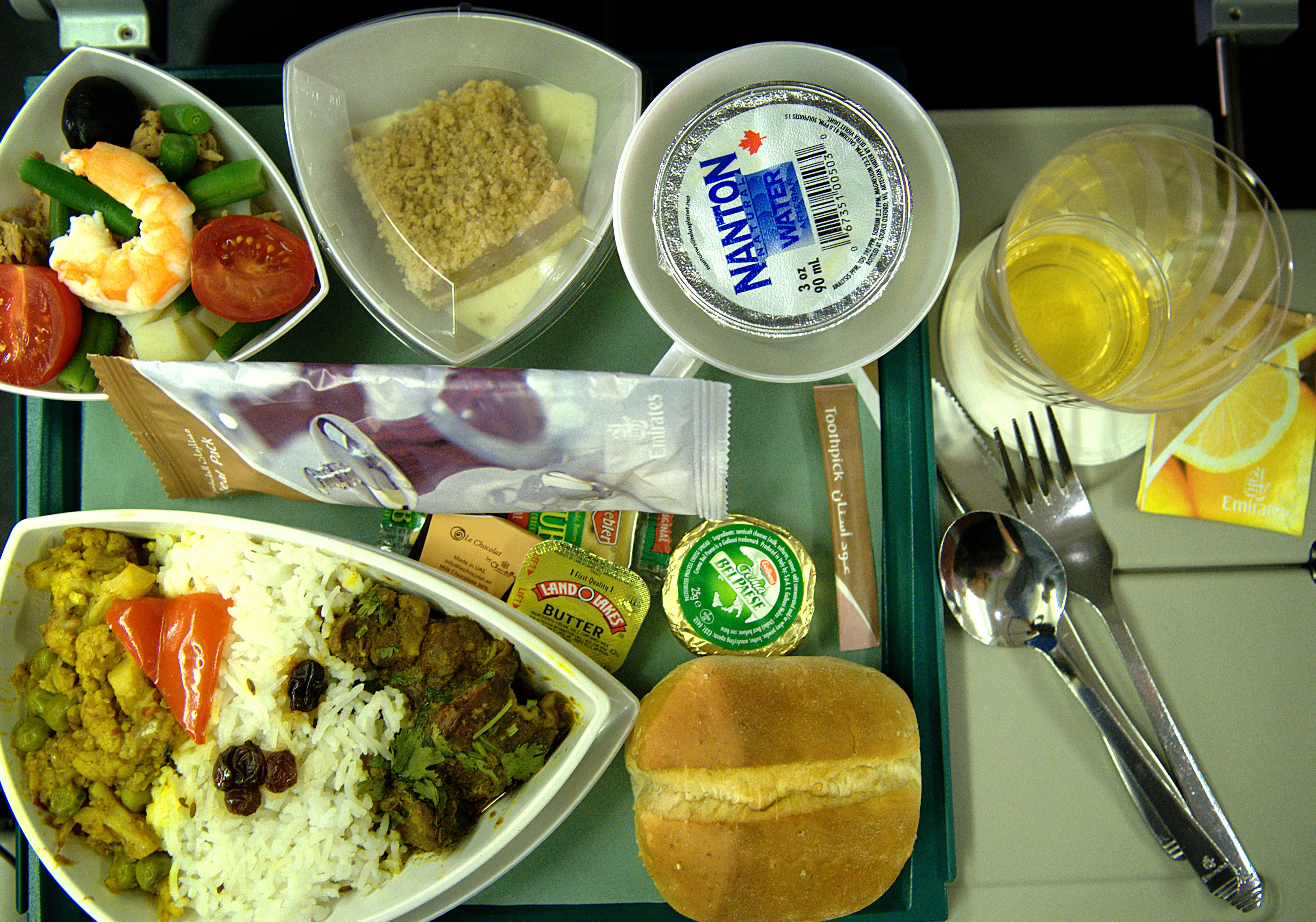
Halal-Menü, Emirates Airline

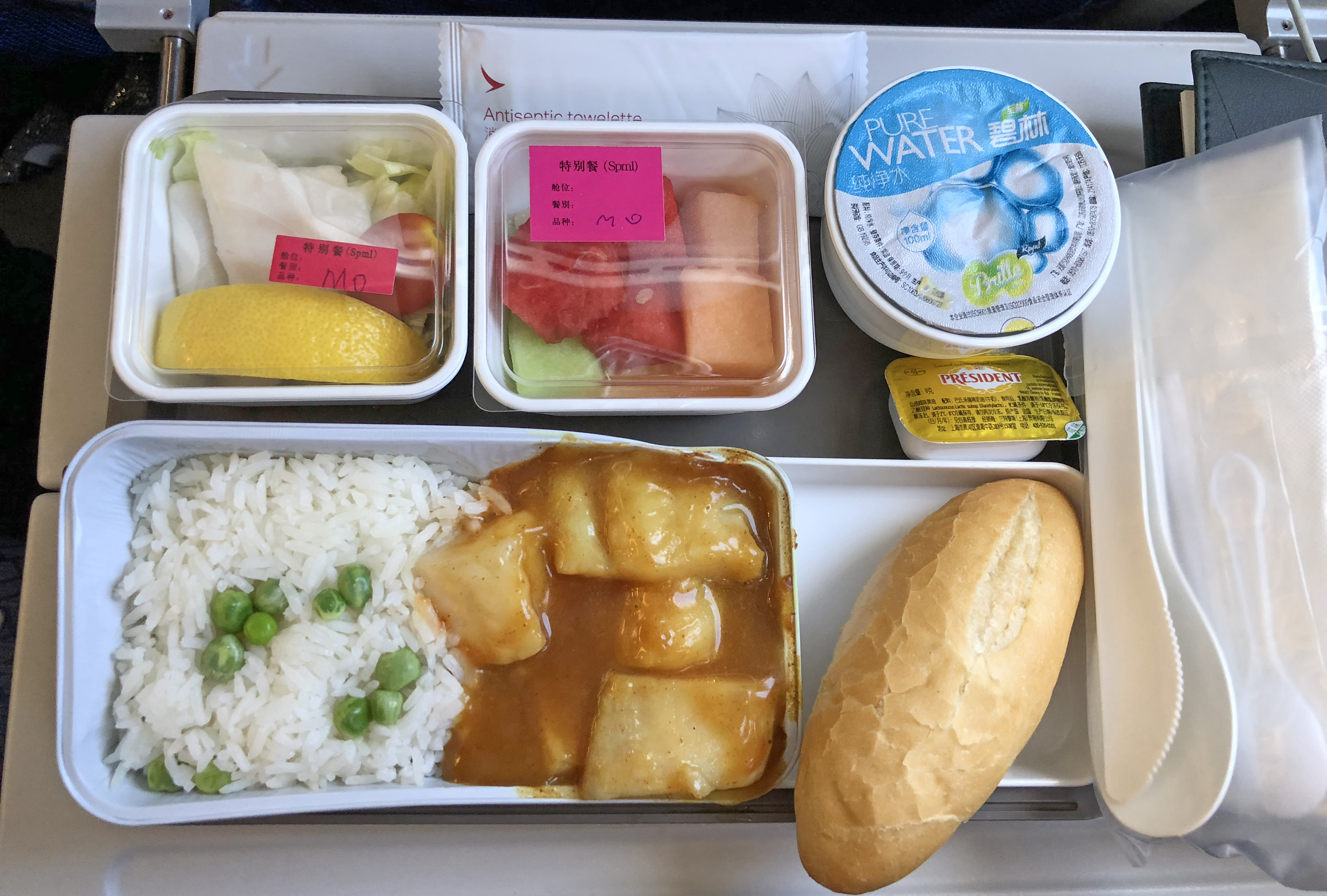
Nicht-vegetarisches Hindu-Menü der Fluggesellschaft Cathay Pacific

Für Fluggesellschaften ist die Bereitstellung besonderer Bordverpflegung, ob medizinisch oder religiös motiviert, mit zusätzlichen Kosten verbunden und wird deshalb wenig beworben. Die erste bekannte Bordverpflegung nach religiösen Vorgaben waren Fischgerichte, die von Pan Am, Panagra und BOAC schon vor 1939 auf Langstreckenflügen für praktizierende Katholiken bereitgehalten wurden. 1964, zu einer Zeit, als es bei der Bordverpflegung generell keine Wahlmöglichkeiten gab, regelte TWA, dass an „Freitagen und Fastentagen“ ein alternatives Fischgericht angeboten wurde.
Die israelische Fluggesellschaft El Al hatte von Anfang an den Anspruch, Flugreisenden auf Wunsch koschere Mahlzeiten zu servieren, so dass mit der Aufnahme ihrer internationalen Flüge (1950) weltweit Caterer gesucht wurden. In den 1960er Jahren wurde bei Pan Am beobachtet, dass koschere Bordverpflegung stärker nachgefragt wurde – von nichtjüdischen Fluggästen, denen aufgefallen war, dass dabei ein komplettes Menü serviert wurde und nicht nur ein Sandwich wie bei der Standardverpflegung.
Im Jahr 1950 wurde Air India gegründet. Die Fluggesellschaft bot auf allen Strecken Bordverpflegung gemäß hinduistischen Speisevorschriften an. Dabei gab es im Einklang mit der Politik des Staates Indien keine Informationen darüber, welcher Kaste die Personen angehörten, die die Mahlzeiten zubereiteten.
Heute gibt es bei der Bordverpflegung mehrere religiöse Menüs. Sie werden grundsätzlich nicht an Bord zubereitet oder aufbereitet, sondern von einem Caterer geliefert:
- KOML Kosher meal: Alle Komponenten der Mahlzeit entsprechen der Kaschrut und wurden unter Aufsicht von Rabbinen zubereitet, verpackt und versiegelt. Die Mikrowelle im Flugzeug ist nicht koscher. Das Flugpersonal erwärmt das koschere Menü deshalb mitsamt der Verpackung, so dass der Fluggast die rabbinischen Siegel auf den Komponenten des Menüs vorfindet.
- MOML Moslem meal: Menü ohne Schweinefleisch und Nebenprodukte des Schweins (Gelatine) sowie ohne Alkohol. Ob die Caterer bei dem Moslem-Menü den Halal-Standard befolgen oder nicht, ist intransparent. Bei einigen Fluggesellschaften sind alle Gerichte an Bord halal-zertifiziert, z. B. (Stand 2017) Emirates, Qatar Airways, Malaysia Airlines.[130]
- HNML Hindu meal: Kein Rind-, Kalb-, Schweinefleisch, Fisch weder geräuchert noch roh. Üblicherweise ist das Hindu-Menü ein Curry.
- VJML Vegetarian Jain Meal: Veganes Menü ohne tierische Produkte, außerdem ohne Zwiebeln, Knoblauch und alles, was unter der Erde wächst. Das Menü ist nach indischer Art zubereitet und besteht aus Obst und Gemüse, das über der Erde wächst.[131]